# Histoire du Brésil

Carte du Brésil, intitulée Terra Brasilis, datée du XVIe siècle, réalisée par le géographe portugais Lopo Homem et publiée dans lAtlas nautique du monde (dit Atlas Miller) (1519, conservé à la BnF, département des cartes et plans).

Le Brésil, le plus grand pays d'Amérique du Sud, possède une histoire riche et complexe qui commence bien avant l'arrivée des Européens. Avant la colonisation, le territoire était peuplé par divers groupes autochtones, vivant de la chasse, de la pêche et de l'agriculture.
En 1500, l'explorateur portugais Pedro Álvares Cabral accosta sur les côtes brésiliennes, marquant le début de la colonisation par le Portugal. Pendant plus de trois siècles, le Brésil fut une colonie portugaise, caractérisée par l'exploitation des ressources naturelles, notamment le bois de pernambouc et le sucre, ainsi que par l'importation massive d'esclaves africains pour travailler dans les plantations de canne à sucre et, plus tard, dans les mines d'or.
En 1822, le Brésil déclara son indépendance du Portugal sous l'initiative de Pierre Ier, fils du roi portugais Jean VI, qui devint le premier empereur du pays. S'ensuivit une période de monarchie constitutionnelle, marquée par des tensions politiques et sociales, notamment la question de l'esclavage. Ce dernier fut aboli en 1888, un an avant la chute de la monarchie.
En 1889, le Brésil devint une république, inaugurant une ère de changements politiques et économiques. Le pays traversa plusieurs phases : oligarchie des caféiers, dictatures militaires, réformes sociales, et une transition démocratique marquée par la fin de la dictature militaire en 1985.
Aujourd'hui, le Brésil est une république fédérale démocratique, avec une économie diversifiée et de nombreux défis sociaux et politiques, mais également une culture vibrante, influencée par ses racines africaines, européennes et autochtones.

## Préhistoire
Le territoire du Brésil, avant l'arrivée des Portugais en 1500, abritait une multitude de peuples autochtones et possédait une riche histoire précolombienne, encore en partie méconnue. L'étude de la préhistoire brésilienne nous plonge dans des périodes bien antérieures à la colonisation européenne, où l'on découvre des civilisations complexes, des modes de vie variés, et une interaction intense avec l'environnement.

### Les premiers habitants

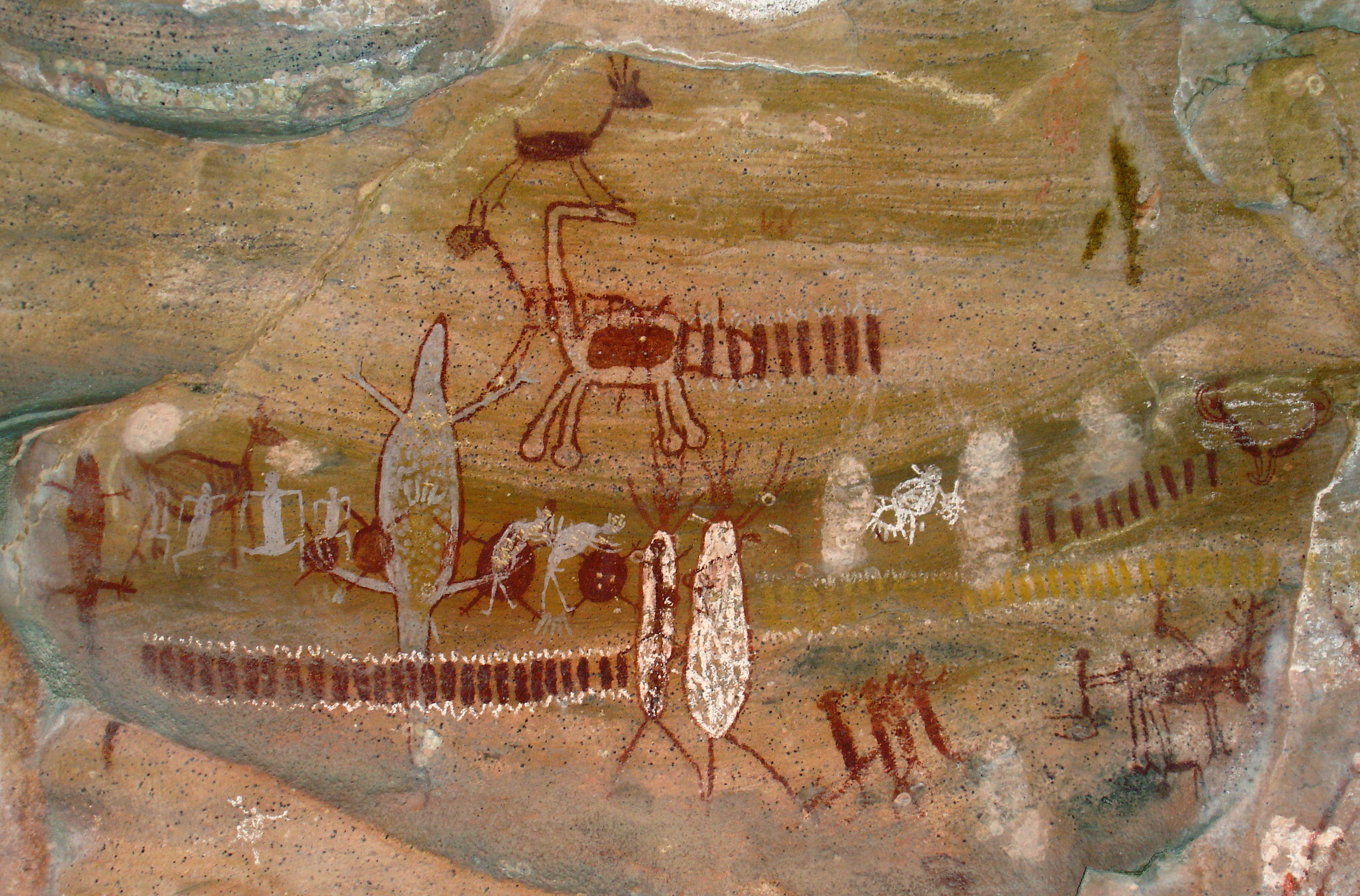
Art pariétal dans une grotte de la Serra da Capivara.

Les premières traces humaines au Brésil remontent à environ 12 000 ans, au milieu ou à la fin de la dernière période glaciaire, selon les découvertes archéologiques. Les premiers hommes sont arrivés au Brésil et en Amérique en franchissant le détroit de Béring, à une époque où le niveau de la mer a beaucoup baissé. 
Parmi les sites les plus anciens et les plus emblématiques, on trouve celui de Lagoa Santa (Cerca grande), dans l'État du Minas Gerais, où des restes humains datant d'environ 11 000 ans ont été découverts. Le fossile de Luzia, une femme qui aurait vécu il y a plus de 11 000 ans, est l'un des plus anciens vestiges humains du continent américain. Le squelette serait plus proche des aborigènes d'Australie que des Proto-Mongols. Ces découvertes témoignent de la présence de groupes nomades chasseurs-cueilleurs qui se déplaçaient en fonction des ressources naturelles disponibles.
Par ailleurs, les sites archéologiques de la Serra da Capivara, dans l'État du Piauí, révèlent des peintures rupestres datant de plus de 12 000 ans, décrivant des scènes de chasse, de danse et des rituels, ce qui laisse entrevoir une vie sociale et spirituelle déjà très développée à cette époque. Ces premières sociétés vivaient de la chasse, de la pêche et de la collecte de plantes sauvages.

### Civilisations précolombiennes: diversité et richesse culturelle

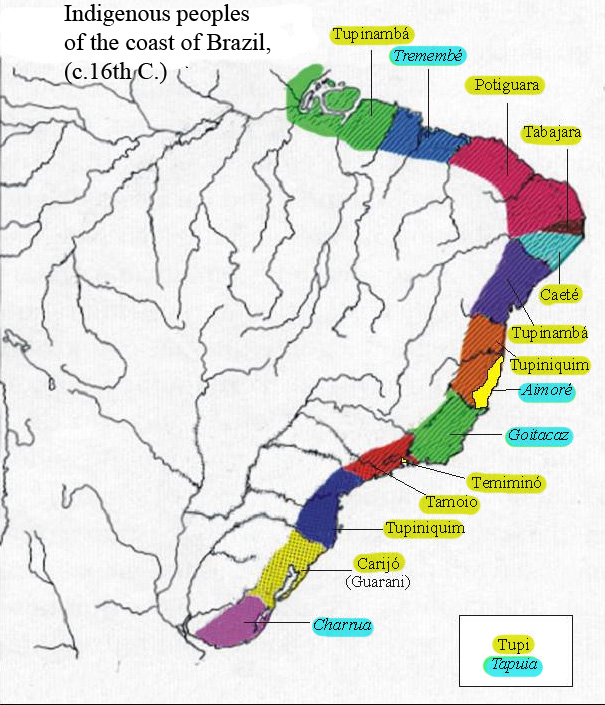
Réparation des peuples indigènes du Brésil au début du XVIe siècle.

Avant l'arrivée des Européens, le Brésil abritait des centaines de peuples autochtones répartis dans diverses régions géographiques, des forêts tropicales de l'Amazonie aux côtes de l'Atlantique, en passant par les plateaux et les régions semi-arides de l'intérieur du pays. Ces peuples, dont les Tupis, les Guaranis, les Gê (en) et les Arawaks, possédaient des cultures, des langues et des modes de vie diversifiés :
- Les Tupis, installés principalement le long des côtes brésiliennes, pratiquaient l'agriculture, cultivant notamment le manioc, le maïs et d'autres produits de base[4]. Ils étaient également habiles en pêche et en chasse, et vivaient dans de grandes maisons communautaires appelées malocas. Ils pratiquaient le cannibalisme[5].
- Les peuples amazoniens, tels que les Yanomami et les Kayapos, vivaient dans l'immense forêt tropicale, développant des techniques d'agriculture de subsistance en harmonie avec l'écosystème de la forêt. L'Amazonie était un véritable centre culturel et écologique, où des sociétés élaborées ont laissé des traces archéologiques impressionnantes, comme des routes, des champs et des villages organisés.
- Dans le sud du Brésil, les Guaranis formaient des groupes semi-nomades, combinant agriculture et chasse, tout en développant une spiritualité basée sur la nature et le culte des ancêtres.

### Organisation économique et sociale
Ces sociétés précolombiennes avaient une organisation sociale variée, allant de petites tribus nomades à des villages plus grands et semi-sédentaires. L'agriculture, particulièrement la culture du manioc, du maïs et de la courge, était une base économique importante pour de nombreux groupes, bien que la chasse, la pêche et la cueillette restaient des activités cruciales pour la subsistance.
Le commerce et les échanges entre les différents groupes étaient fréquents, non seulement à l'intérieur du Brésil, mais également avec des peuples voisins dans les régions andines et amazoniques. Des objets tels que des outils, des poteries et des ornements circulaient régulièrement, créant des réseaux d'interactions économiques et culturelles.

### Croyances et expressions culturelles
Les civilisations précolombiennes possédaient des systèmes de croyances profondément ancrés dans leur relation avec la nature. Le chamanisme, les rites d'initiation, et le culte des esprits de la forêt étaient au cœur de leur spiritualité. Les manifestations artistiques, comme les peintures corporelles, les sculptures sur bois et les bijoux en plumes, révélaient une sensibilité esthétique développée.

### L'héritage culturel actuel
La période précolombienne au Brésil révèle un paysage riche de diversité humaine, de cultures sophistiquées et de sociétés en constante interaction avec leur environnement. Ces civilisations, loin d'être « sauvages » ou « primitives » comme elles furent longtemps décrites par les colonisateurs, ont contribué de manière significative à l'histoire du Brésil, bien avant que le pays n'entre dans les récits de l'histoire européenne. Leurs descendants, les peuples autochtones d'aujourd'hui, continuent de lutter pour la reconnaissance de leur héritage et pour la préservation de leurs terres et de leur culture.

## Période coloniale (1500-1815)
La période coloniale du Brésil s'étend de l'arrivée des explorateurs portugais en 1500 jusqu'à la naissance du Royaume-Uni de Portugal, du Brésil et des Algarves à la suite du transfert de la cour portugaise à Rio de Janeiro pendant les invasions napoléoniennes du Portugal. Ce long chapitre de l'histoire brésilienne est marqué par l'exploitation des ressources naturelles, l'introduction de l'esclavage et la construction d'une société multiculturelle.

### Contexte géopolitique

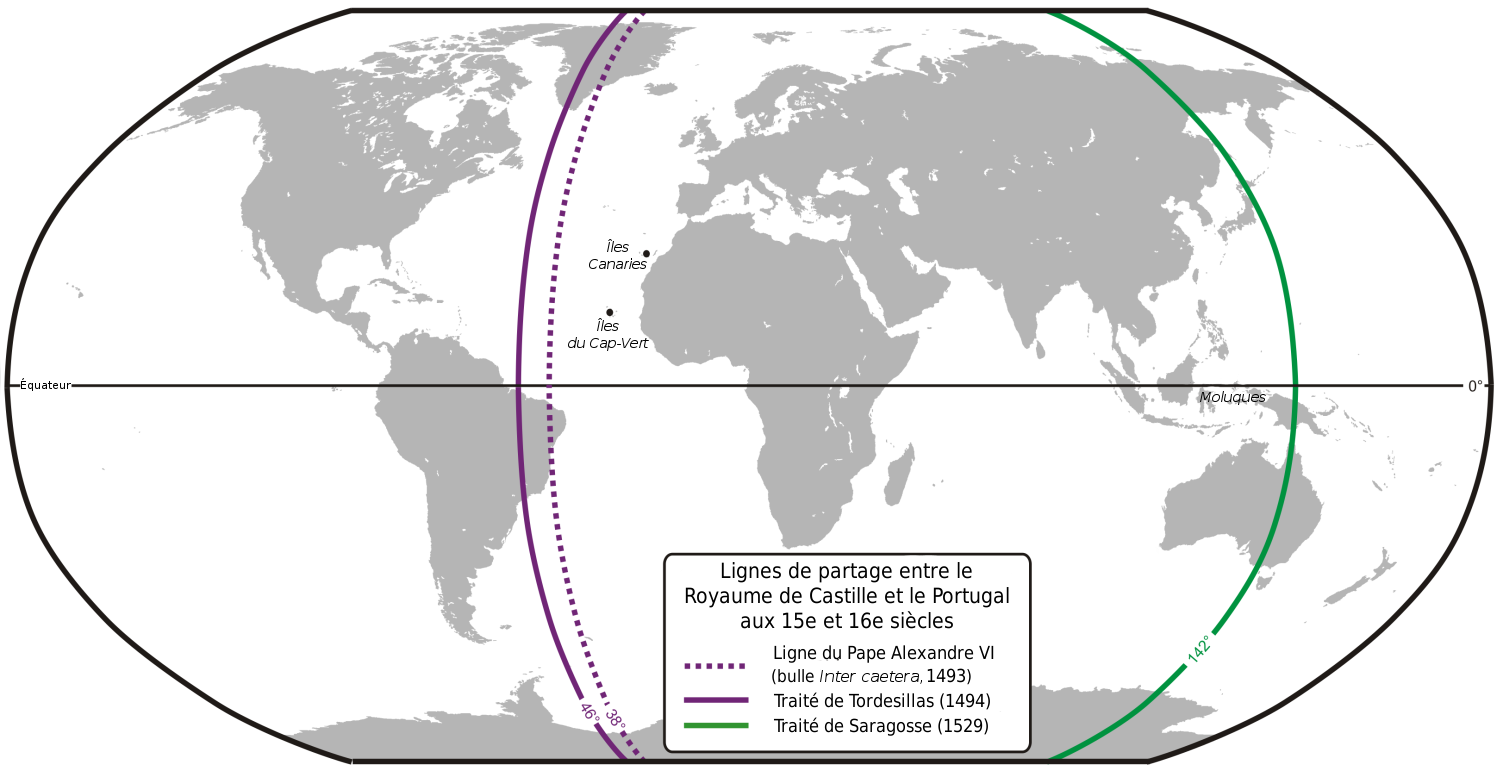
Ligne de partage des terres à découvrir entre le royaume de Castille et le royaume du Portugal avec la délimitation du traité de Tordesillas et du traité de Saragosse.

La fin du XVe siècle est marquée par la rivalité entre le royaume de Castille et le royaume du Portugal. Les deux royaumes signent en 1479 le traité d'Alcaçovas qui met fin au contentieux qui les opposait, notamment sur les terres à explorer. C'est le premier traité concernant le commerce en dehors des eaux territoriales, ce qui va favoriser la délimitation de zones d'influence. Déjà, le Portugal détenait le monopole des explorations en Afrique depuis la bulle Romanus pontifex publiée en 1455 par le pape Nicolas V. Lorsque les Portugais comprennent que l'Afrique n'est pas une île mais bien un continent à part entière, le roi Jean II décida de consacrer tous les moyens possibles pour trouver une nouvelle route maritime pour atteindre les Indes. Le franchissement du cap de Bonne-Espérance en 1488 marqua un nouveau tournant.

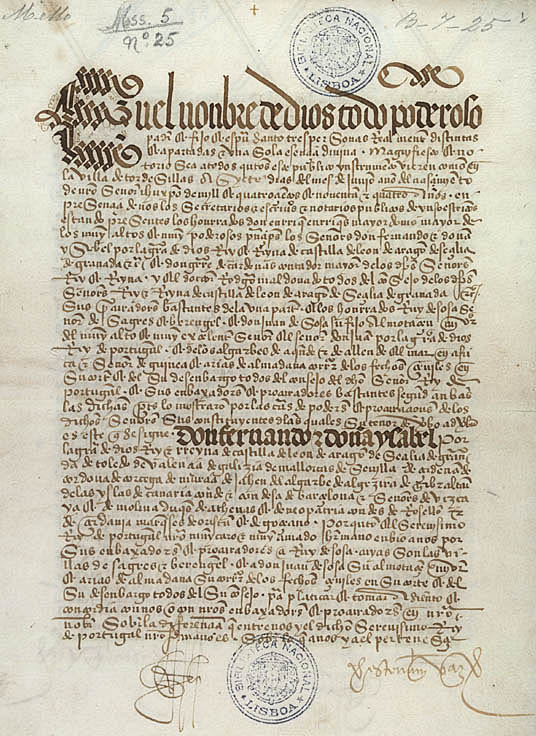
Exemplaire original du traité de Tordesillas (Bibliothèque nationale du Portugal).

Le 4 mai 1493, le pape Alexandre VI publie la bulle Inter caetera. Celle-ci remplace la bulle Aeterni regis publiée en 1481 par Sixte IV, censée régler les contentieux entre le royaume de Castille et le royaume du Portugal. Cependant, la découverte de l'Amérique par Christophe Colomb remettait en cause toute la politique pontificale, d'autant qu'Alexandre VI était lui-même d'origine espagnole,. De plus, toute terre nouvelle était considérée comme Terra nullius (« territoire sans maître »), ce qui éveillait les appétits non seulement des explorateurs et des marchands, mais aussi des souverains européens et du pape. Le souverain pontife décide d'intervenir, tentant de favoriser la Castille. La bulle trace une ligne nord/sud à 100 lieues à l'ouest de « n'importe quelle île » du Cap-Vert et des Açores. Ainsi revenaient à la Castille les terres de l'ouest tandis que les terres situées à l'est revenaient au Portugal. S'estimant lésé par le partage, le roi Jean II entame des négociations avec les Rois catholiques pour rééquilibrer le partage. Il obtient gain de cause, ce qui est retranscrit dans le Traité de Tordesillas. La limite est ainsi repoussée à 370 lieues, le Portugal souhaitant que ce soit l'extrémité orientale du Cap-Vert qui entre en considération pour la délimitation,,. Le traité rendit ainsi possible la conquête du territoire du Brésil par le Portugal, assurant au Portugal le contrôle du sud de l'océan Atlantique. Certains historiens pensent que les marins portugais avaient déjà repéré les côtes de l'Amérique du Sud avant 1494, mais il est impossible de prouver cette affirmation car les archives ont été détruites lors du tremblement de terre de Lisbonne en 1755,.

### Découverte par les Européens et débuts de la colonisation (1500-1530)

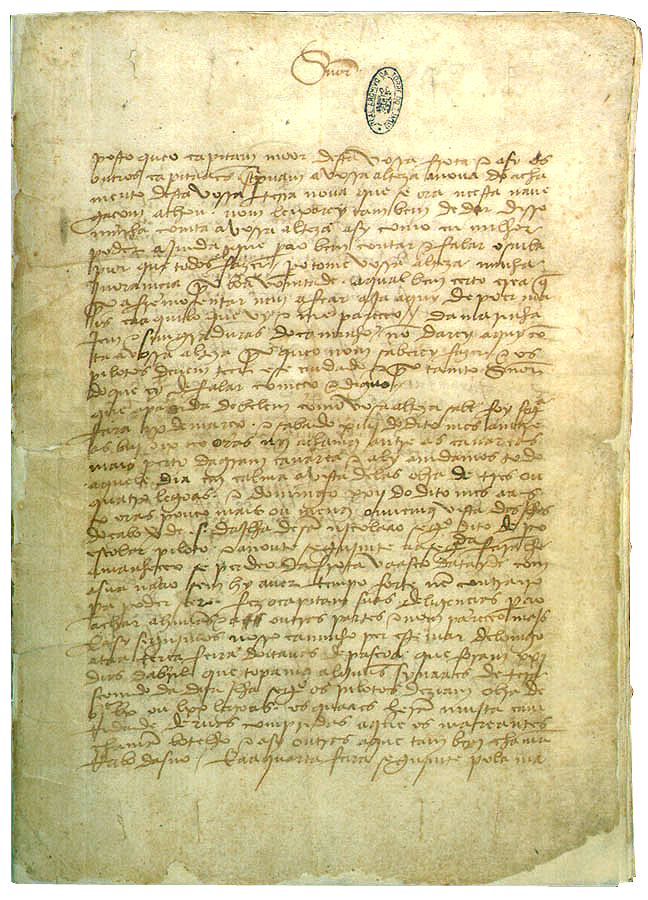
Lettre de Pero Vaz de Caminha au roi Manuel Ier (roi de Portugal) attestant de la découverte du Brésil.

Comme pour la découverte de l'Amérique, la découverte du Brésil relève du hasard mais aussi de la chance. Comme pour la Castille, l'objectif du Portugal reste d'atteindre les Indes, en contournant l'Afrique. D'ailleurs, en négociant le traité de Tordesillas, Jean II et ses diplomates firent tout pour conserver les Moluques qui risquait de tomber dans l'escarcelle de la Castille. La Castille puis l'Espagne cessent toute revendication sur les Moluques quand Charles Quint céda les droits. Le Portugal atteint son but le 20 mai 1498 lorsqu'une flotte de quatre navires conduite par Vasco de Gama aborda Calicut,. Ainsi, lorsque la flotte du navigateur Pedro Alvares Cabral quitta Lisbonne le 9 mars 1500, l'objectif était de retourner aux Indes via le cap de Bonne-Espérance pour consolider la présence portugaise et les comptoirs,,,. Cabral utilisa une route « plus occidentale » que Vasco de Gama tout en utilisant l'alizé du nord-est et les vents d'ouest de l'hémisphère Sud. La traversée fut mouvementée, au point que l'un des navires de la flotte, commandé par Vasco de Ataíde, fut séparé de la flotte au large du Cap-Vert et sombra probablement dans l'océan Atlantique. 
Le 22 avril 1500, Cabral découvre officiellement les côtes du Brésil, en débarquant près de Salvador dans la région actuelle de Porto Seguro,. C'est la date sur laquelle la plupart des historiens s'accordent pour dater la découverte du Brésil, mais aussi dans la mémoire brésilienne. Pourtant, celle-ci est contestée dès le XVIe siècle. En 1524, un Français, George Fournier, affirme dans un ouvrage intitulé L'Hydrographie que des marins originaires de Dieppe ont atteint le territoire brésilien à la fin du XVe siècle — avant même le franchissement du cap de Bonne Espérance — et qu'ils auraient atteint le rivage d'un grand fleuve. L'ouvrage, publié au XVIIIe siècle, fut démenti par des savants qui dénoncèrent les nombreuses incohérences. Aucune preuve ne permet d'attester de cette découverte, d'autant que les archives de Dieppe ont été détruites lors d'un bombardement en 1694. En revanche, la présence espagnole est attestée, avec le voyage du navigateur espagnol Vicente Yañez Pinzon, compagnon de Christophe Colomb, en janvier 1500 qui longea les côtes septentrionales,. Les Espagnols ne revendiquèrent pas cette terre en application du traité de Tordesillas. Un Portugais, Duarte Pacheco Pereira revendique également la découverte du Brésil, et prétendit que c'est le roi Manuel Ier qui lui en confia la mission. C'est du moins ce qu'il écrit dans un ouvrage paru en 1506, Esmeraldo de Situ Orbis, recensant les coordonnées de tous les ports connus et dont des copies ont été retrouvées en 1892, l'original ayant été détruit lors du tremblement de terre de 1755. La découverte fut jugée suffisamment importante par Cabral, qui décida de renvoyer un des navires dirigé par Gaspar de Lemos à Lisbonne pour faire part au roi Manuel Ier de l'existence de terres nouvelles,.
Dans un premier temps, Cabral et ses hommes pensent avoir débarqué sur une île ou une terre ferme. Le territoire est baptisé « Île de la Vraie Croix ». Initialement, les Portugais s'intéressent peu à cette nouvelle terre, qu'ils considèrent comme une extension de leur empire maritime. Lors de l'expédition organisée en 1501 sur ordre du roi, le navigateur florentin Amerigo Vespucci ne montre guère d'intérêt pour cette nouvelle terre. Dans les écrits qu'il publie de son voyage, Vespucci dépeint la nouvelle terre comme ayant peu d'intérêt. Pour lui, la seule ressource à exploiter est le bois, tandis que les nombreuses sources en eau ont pour seul avantage de ravitailler les marins. Mais, là où l'attrait pour le territoire est caricaturé, c'est lorsqu'il évoque le cannibalisme auquel se livreraient les indigènes, qui est attesté par d'autres écrits par la suite. 
Durant les premières décennies, l'exploitation du bois de pernambouc aussi appelé « bois brésil », une ressource très prisée pour la teinture rouge, domine l'économie coloniale. Les colons portugais échangent avec les populations autochtones, principalement les Tupi, en troquant des marchandises contre des ressources locales. Les régions et les villes sont baptisées en fonction du calendrier. C'est un ainsi qu'est fondée Rio de Janeiro, le « fleuve de janvier », le 1er janvier 1502,.

### L'implantation des capitaineries et l'essor du sucre (1530-1700)
Face à la menace d'autres puissances européennes (notamment le royaume de France), le roi Jean III décide de consolider sa présence au Brésil,. En 1526, il envoie une flotte de cinq navires pour chasser les Français qui se sont installés au nord du Brésil, sans y parvenir. Le problème est que les Français présents sur place ignorent l'existence du Traité de Tordesillas que le roi François Ier a toujours contesté. Or, cela contrevient au monopole établit par le traité, mais en plus, fait baisser les prix du bois, que les Français exportent en quantité. L'année suivante, le premier recensement de la population est organisée. Le Brésil compterait environ 1,2 million d'habitants. Le 3 décembre 1530, une nouvelle expédition est organisée dans le but d'explorer l'intérieur des terres et de mieux connaître le territoire. Le commandant de la flotte Martim Afonso de Sousa est d'ailleurs nommé « Commandant en chef de la flotte et Gouverneur des terres à découvrir ». Un explorateur, Pero Lopes de Sousa, choisit de partir découvrir et repérer les rives du bassin de la Plata. C'est ainsi qu'est fondée São Vicente en 1532,. Certains explorateurs pensent que la région permettrait d'atteindre l'océan Pacifique et les régions minières.
En 1534, le roi Jean III met en place le système des capitaineries héréditaires, divisant le territoire en zones administrées par des nobles portugais,. L'objectif des capitaineries est de coloniser le domaine qui leur est attribué, d'une étendue d'environ 350 kilomètres, en cinq ans. Des tenures (sesmarias en portugais) pouvaient être cédés aux immigrants qui acceptaient de travailler pour les capitaineries. Bien que certaines capitaineries, comme celle de São Vicente et du Pernambouc surnommée « Nouvelle Lusitanie », réussissent, la plupart échouent en raison de conflits avec les populations autochtones et de la difficulté à gérer des territoires vastes et sauvages. À partir de 1535, le roi décide que les condamnés de droit commun seront déportés au Brésil. L'année suivante, le souverain décide d'introduire l'inquisition, ce qui est à l'origine de la dégradation des relations avec les indigènes.
C'est à partir de 1540 que l'économie brésilienne prend un tournant décisif avec l'introduction des plantations de canne à sucre dans la région du nord-est, notamment à Pernambouc et Bahia. Les premiers moulins à sucre sont mis en marche entre 1533 et 1542. Le Brésil devient l'un des plus grands producteurs mondiaux de sucre, suscitant les convoitises. L'économie de plantation repose principalement sur le travail forcé des esclaves africains, amenés en grand nombre après l'échec des tentatives d'asservissement des populations indigènes. Pour mettre fin aux prétentions françaises, le « gouvernement général » est institué le 17 décembre 1548. Salvador est fondée en 1549 et devient la première capitale du Brésil,. Pourtant, le Brésil n'était encore qu'un territoire morcelé.
Le premier gouverneur général, Tomé de Sousa, organise le territoire et cherche notamment à discipliner les colons dont il estime que les mœurs ne sont pas convenables pour des catholiques. Il rend obligatoire le service militaire en 1550 et fait venir des jeunes femmes choisies par la reine en personne, dont la seule mission est d'épouser les colons et de fonder des familles pour peupler la colonie. En 1552, le Brésil devient un évêché et ne dépend plus sur le plan religieux de l'évêché de Funchal sur l'île de Madère. L'année suivante, les Jésuites s'établissent à Salvador et fondent le premier collège au Brésil. Tomé de Sousa cherche dès 1551 à quitter le Brésil et y parvient deux ans plus tard, lorsqu'il est rappelé au Portugal.
Les connaissances du territoire ne s'améliorent qu'avec les expéditions organisées par le gouverneur général Mem de Sá, qui ordonne plusieurs expéditions à partir de 1560, date à laquelle est fondée São Paulo. La première, partie de São Vicente, parvient aux sources du Rio São Francisco dans l'actuel Minas Gerais. Les premières pièces d'or sont découvertes à ce moment-là et expédiées à Lisbonne en 1562 pour en informer le régent Henri,. Pendant longtemps, les expéditions ne donnèrent rien concernant la découverte de mines d'or, mais furent aussi un prétexte pour chasser et capturer des indigènes. En 1570, le roi Sébastien Ier interdit de réduire les indigènes en esclavage, sauf en cas de rébellion.

### Incursions françaises (1523-1631)
En 1523, le navigateur Giovanni da Verrazzano, naviguant pour le compte du roi de France, François Ier, qui ne s'estime pas tenu par le traité de Tordesillas, tente de s’implanter au Brésil. Les Français mènent une politique de colonisation notamment autour de la baie de Guanabara. Trois ans plus tard, le massacre commis par les hommes du navigateur Cristóvão Jacques envers les Français présents dans la région du Pernambouc devient une affaire diplomatique, François Ier demandant des comptes à son homologue Jean III, fortement embarrassé par les exactions commises par l'homme qu'il avait missionné.
En 1531, les Portugais chassent des Français établis dans la région du Pernambouc. Néanmoins, les Français parviennent à se maintenir en nouant des alliances avec les indigènes, qui n'hésitent pas à se livrer des attaques contre les capitaineries portugaises. Les Français profitent de l'abandon de la capitainerie de Rio de Janeiro pour s'y installer. Ils y resteront jusqu'en 1565. Après l'échec de l'installation au Canada en 1542, la cour cherchait où tenter une nouvelle entreprise coloniale. Le Brésil était l'endroit idéal, d'autant que le climat était très différent de celui du Canada.
Durant l'été 1554, Nicolas Durand de Villegagnon visite secrètement la région du Cabo Frio, où ses compatriotes se cachent habituellement. Son projet est de transformer cette zone en une puissante base militaire et navale française, afin d'essayer de contrôler le commerce entre l'Europe et les « Indes occidentales ». Le projet est financé par l'amiral Gaspard de Coligny, alors influent à la cour royale. Il débarque avec ses hommes le 15 novembre 1555. Les Français bénéficient du soutien des Tupis, alors en pleine révolte contre la présence portugaise, pour s'installer. Néanmoins, l'entreprise échoua et annonça les prémices des guerres de Religion. Villegagnon est catholique, mais il est fortement influencé par le calvinisme. Il connut d'ailleurs Jean Calvin durant ses études à l'université d'Orléans. Dans un premier temps, il se convertit au luthéranisme avant de chercher à imposer le calvinisme dans toute la colonie de France antarctique. Dès 1556, des prisonniers normands ayant rejoint l'entreprise de Villegagnon parviennent à prendre la mer pour rendre compte auprès de la cour des exactions commises. Villegagnon parvient à contacter Calvin à Genève pour tenter de faire venir des colons calvinistes, mais peu d'entre eux seront convaincus. Le problème est que le vice-amiral joue sur les deux tableaux pour tenter d'avoir encore plus de pouvoir. Il cherche à séduire le parti catholique et le parti protestant de la cour, mais ne parvient qu'à renforcer la suspicion. Villegagnon part en France en 1560 pour se justifier et confie la direction de la colonie à son neveu, qui est battu lors d'une escarmouche pendant la première expédition organisée par Mem de Sá,. La baie de Rio n'est entièrement reconquise qu'en 1567, et les Portugais pensaient en avoir terminé avec les incursions étrangères. Néanmoins, il n'en est rien et c'est encore du fait du hasard qu'une nouvelle entreprise coloniale à lieu au Brésil.
En 1594, le capitaine Jacques Riffaut, qui commerce du bois en provenance du Brésil depuis de nombreuses années, parvient à convaincre un noble de Touraine, Charles des Vaux, de financer une expédition coloniale dans la région de São José. Les deux hommes fondent un comptoir sur place et repartent en 1604. Ils informent la cour royale que les indigènes sont prêts à s'allier à eux pour chasser les Portugais, ce qui incite le roi Henri IV à soutenir le projet, qui aboutit pendant la régence de Marie de Médicis. En 1612, une nouvelle expédition vers le Brésil est organisée. Néanmoins, elle se heurte au refus du roi d'Espagne Philippe II, qui est également roi du Portugal depuis 1580. Le souverain exige une reddition sans condition et n'hésite pas à faire emprisonner le capitaine Daniel de la Touche qui fut à la tête de l'expédition pendant trois ans. La France equinoxiale a une existence encore plus éphémère que la France antarctique et l'expérience coloniale prend fin en 1615, après deux ans de lutte entre Français et Portugais. La dernière tentative d'implantation française a lieu de 1631, avec l'assentiment de la Compagnie néerlandaise des Indes occidentales, mais sans succès.

### Incursions hollandaises (1630-1654)

Carte célébrant la prise d'Olinda pendant la campagne maritime de 1630, par le cartographe hollandais Nicolas Visscher.

À partir de 1630, les Provinces-Unies occupent la partie nord du Brésil, en particulier la région du Pernambouc. Les origines de l'occupation hollandaise remontent à la mort du roi Sébastien Ier en 1580 et à la réunion des deux royaumes au sein de l'Union ibérique. La mort du roi est également à l'origine d'un mythe, le « sébastianisme », qui prétend que le souverain ne serait pas mort et qu'il reviendrait pour sauver le royaume de la domination espagnole. Par la suite, les partisans de la monarchie brésilienne utiliseront le sébastianisme contre les partisans républicains.
Jusqu'à la mort du roi Henri Ier, le Portugal entretient de bonnes relations avec les Pays-Bas espagnols. Or, dans le cadre de l'Union ibérique, le roi d'Espagne Philippe II fait saisir de nombreux navires amarrés dans les ports portugais. Les Provinces-Unies proclament leur indépendance en 1581 et fondent en 1602 la Compagnie néerlandaise des Indes orientales, dont le rôle est de financer des expéditions maritimes en Afrique et en Asie,. Les Provinces-Unies conquièrent plusieurs colonies portugaises jusqu'à ce qu'une trêve de douze ans soit décrétée en 1609. Le royaume d'Espagne ne reconnaît pas les Provinces-Unies à l'issue de la trêve, tandis que la Compagnie néerlandaise des Indes occidentales est créée pour financer des expéditions en Amérique,. L'objectif pour la compagnie est l'occupation du nord du Brésil, en raison du monopole commerciale de l'industrie sucrière. En 1624, une brochure précise les deux lieux stratégiques à occuper : Bahia et Pernambouc. Une première tentative de conquête à lieu, mais elle est repoussée par la flotte espagnole en 1625,. Or, trois ans plus tard, la flotte espagnole chargée de ramener le trésor d'or et d'argent du Mexique est capturée par l'amiral de la flotte hollandaise Piet Hein. L'argent récupéré lors de la capture a ainsi permis de financer une nouvelle expédition au Brésil, avec pour seul objectif le Pernambouc.
Le 15 février 1630, la flotte hollandaise débarque sur les côtes d'Olinda et de Recife. Après cinq ans de combats, les Portugais sont chassés du Pernambouc, ce qui ouvrait la voie pour tout le nord-est brésilien aux Hollandais. En 1636, Jean-Maurice de Nassau-Siegen devient le premier gouverneur du territoire, la Nouvelle-Hollande. Il retourne aux Provinces-Unies en 1644 après que la Compagnie néerlandaise des Indes occidentales ait refusé l'annexion de l'Angola pour faciliter la traite négrière,,. Entre-temps, l'Union ibérique a pris fin en 1640 et, à partir de 1648, le Portugal va entreprendre la reconquête du Brésil, qui s'achève en 1654 par la prise de Recife,. La guerre néerlando-portugaise ne prend fin qu'avec la signature du Traité de La Haye en 1661.

### L'esclavage et la société coloniale
L'esclavage est au cœur de la société coloniale brésilienne. Entre le XVIe siècle et le XIXe siècle, environ 4 millions d'Africains sont déportés au Brésil pour travailler dans les plantations de sucre, les mines d'or et, plus tard, les plantations de café. Malheureusement, la destruction de tous les registres liés à l'esclavage ordonnée en 1890 rend impossible un chiffrage précis. Les esclaves subissent des conditions de travail extrêmement difficiles, et leur résistance à l'oppression se manifeste par des révoltes et la création de quilombos – des communautés d'esclaves en fuite, la plus célèbre étant celle de Palmares. Jusqu'en 1610, les indigènes sont majoritaires dans les plantations. En moyenne, il fallait une cinquantaine de jours pour rallier le Brésil au départ de l'Angola. Pourtant, dès 1537, le pape Paul III interdisait l'esclavage des indigènes dans la bulle Sublimis Deus,.
En 1550, la population d'origine portugaise est estimée à 20 000 personnes. Ce n'est qu'à la fin du XVIIe siècle que les Portugais deviennent majoritaires au Brésil, avec environ 100 000 personnes,. Cette forte augmentation s'explique par la baisse d'attractivité des îles Atlantiques, en particulier Madère qui fut longtemps la plaque tournante de l'économie sucrière. La population pouvait être divisée en quatre catégories :
- Les bureaucrates, directement dépendants de Lisbonne, chargés d'unifier et d'organiser la colonisation.
- Les grands propriétaires terriens (les fazendeiros ou « maîtres de moulins »), qui forment l'aristocratie locale.
- Les hommes d'Église.
- Les petits propriétaires, artisans, venus du Portugal ou des îles Atlantiques, et les exilés et condamnés (degredados).

La société coloniale est marquée par un métissage important, encouragé en particulier par les Jésuites. Les colons européens, les populations autochtones et les Africains réduits en esclavage contribuent à la formation d'une culture riche et diversifiée, bien que fortement hiérarchisée. La population blanche se trouve au sommet de la société, suivie par les métis, les indigènes et les esclaves africains. La pression des colons puis des bandeirantes fait que l'esclavage devient monnaie courante et fut encouragée jusqu'à son abolition définitive en 1888, malgré l'évolution des choses. Les « guerres justes », celles menées au nom du christianisme, sont nombreuses pour aboutir à la prise de nombreux villages et de territoires entiers. En 1639, une loi avait beau réaffirmer la liberté des indigènes, il n'en fut rien et les bandeirantes furent les premiers à se révolter contre la loi. Ils n'hésitent d'ailleurs pas à se battre contre les Jésuites, même s'ils subissent quelques défaites notamment en 1641 lors de la bataille de Mbororé. Certains indigènes, notamment les Guaranis, bénéficient d'une instruction auprès des Jésuites, dont les écoles et les villages sont parfois attaqués par les colons. Les Jésuites sont expulsés du Brésil en 1760 et emprisonnés sans jugement à Lisbonne.

### Le«cycle de l'or»(1700-1800)

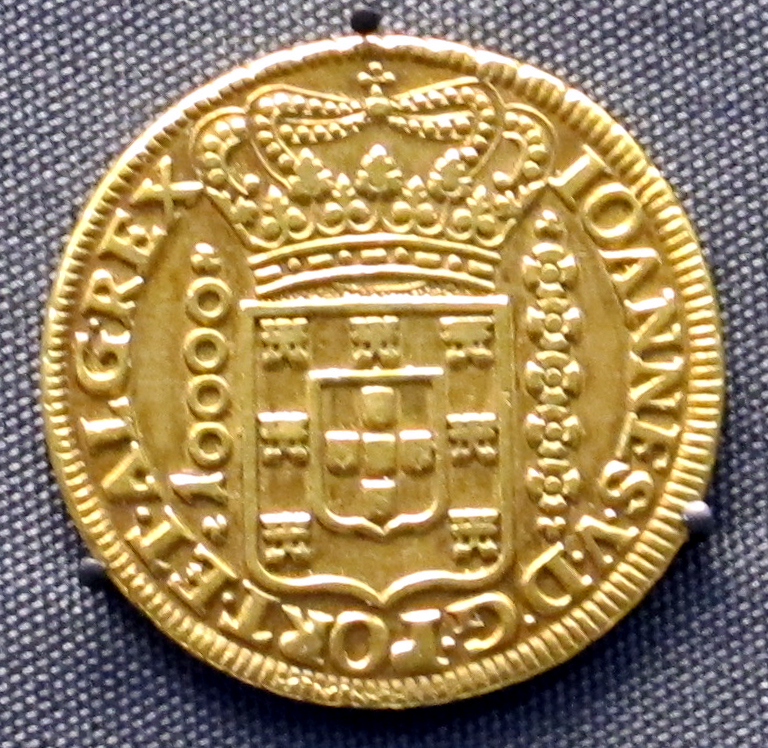
Pièce d'or de l'époque coloniale, datée du XVIIIe siècle, dans le Minas Gerais.

À la fin du XVIIe siècle, de vastes gisements d'or sont découverts dans l'intérieur du Brésil, notamment dans la région de Minas Gerais,. Le premier est découvert en 1683. Cette découverte déclenche une ruée vers l'or, attirant des milliers de colons européens et transformant l'économie brésilienne. Dans un premier temps, les colons sont victimes des conditions extrêmement rudes de la ruée vers l'or, et nombreux meurent de la famine. Le Brésil devient le principal fournisseur d'or de l'Empire portugais, et l'exploitation minière remplace l'industrie sucrière et l'industrie du tabac en tant que moteur économique du pays.
Cependant, cette prospérité s'accompagne d'une lourde exploitation des ressources et de la population. Les conditions de travail dans les mines sont aussi éprouvantes que dans les plantations, et les tensions sociales s'intensifient. Certains se révoltent contre les impôts, sachant que le roi perçoit un cinquième des métaux exploités au Brésil. Signe d'un nouvel intérêt pour le Brésil, l'héritier de la couronne portugaise prend en 1745 le titre de « prince du Brésil ». Néanmoins, à partir du milieu du XVIIIe siècle, la couronne portugaise cherche à empêcher l'émigration vers le Brésil, craignant que cela n'impacte les autres colonies de l'Empire. En 1763, Rio de Janeiro devient la nouvelle capitale du Brésil.

### Les révoltes et la marche vers l'indépendance
Le XVIIIe siècle voit émerger une série de révoltes contre le pouvoir colonial, souvent motivées par la pression fiscale excessive et l'injustice sociale. Parmi les plus importantes, la révolte de Vila Rica en 1720 ou plus tard la Conjuration Mineira (ou Inconfidência Mineira) en 1789, sont des mouvements inspiré par les idéaux des Lumières et la Révolution américaine. La Conjuration Mineira, menée par des intellectuels et des élites locales, échoue, et son leader, Tiradentes, est exécuté en place publique à Rio de Janeiro après que la reine Marie Ire ait refusé sa grâce,,. Malgré tout, cet échec marque un tournant dans la lutte pour l'indépendance. En 1798, une nouvelle révolte à lieu, la Conjuration bahianaise. Quatre personnes sont exécutées après jugement pour faire un exemple et susciter chez les élites coloniales la peur d'une révolution,.
À la fin du XVIIIe siècle et au début du XIXe siècle, le Brésil est influencé par les événements internationaux, notamment la Révolution française et les guerres napoléoniennes. En 1808, fuyant l'invasion napoléonienne après avoir refusé d'appliquer le blocus continental, la famille royale portugaise se réfugie au Brésil, faisant de Rio de Janeiro la capitale de l'empire portugais. Le convoi arrive au Brésil le 7 mars 1808. Cet événement accélère l'ouverture économique et administrative du Brésil, posant les bases de son indépendance. L'une des premières décisions est la création de la Banco do Brasil.

## L'éphémère union (1815-1822)
Entre 1815 et 1822, le Brésil connaît une période clé de son histoire, marquée par sa transition de colonie portugaise à nation indépendante.

### La création du Royaume uni de Portugal, du Brésil et des Algarves
En 1815, le régent et futur roi Jean VI décide de transformer le Brésil, alors une colonie portugaise, en un royaume à part entière au sein du Royaume-Uni de Portugal, du Brésil et des Algarves avec l'assentiment des Alliés lors du Congrès de Vienne,,. Cette décision est prise pour éviter que le Brésil ne soit considéré comme une simple colonie et lui donner un statut égal à celui du Portugal. À l'époque, la cour portugaise réside à Rio de Janeiro après avoir fui les troupes napoléoniennes en 1807. Quelques mois plus tard, la reine Marie Ire meurt et son fils Jean lui succède sur le trône. Profitant des guerres d'indépendance hispano-américaines, les troupes portugaises attaquent Montevideo et annexent la Bande orientale, qui prend le nom de Province cisplatine. En 1817, la Révolution pernamboucaine est écrasée par l'armée, ce qui suscite du mécontentement au sein de la population. Cette révolte est la première à introduire des idées républicaines au Brésil. Une amnistie royale n'est proclamée que le 6 février 1818.

### Le retour de la cour à Lisbonne
En 1820, une révolution libérale éclate au Portugal, exigeant le retour du roi Jean VI et la rédaction d'une constitution, sur la base de la Constitution espagnole de 1812. Une lettre sous forme de mise en demeure est même adressée au roi. Cependant, le souverain et ses conseillers tentent de minimiser l'impact de la révolution au Portugal, jusqu'à ce qu'elle ait des répercussions directement au Brésil,. Le roi retourne donc à Lisbonne en 1821, laissant son fils, Pierre (Dom Pedro), comme prince régent du Brésil,,. Le souverain aurait même donné à son fils le conseil suivant : « Pierre, d'ici peu le Brésil se séparera du Portugal. S'il en est ainsi, pose la couronne sur ta tête avant que n'importe lequel de ces aventuriers ne mette la main dessus ». Cette situation fait naître des tensions entre le Portugal et le Brésil, car les Cortes portugaises veulent rétablir le Brésil dans son statut de colonie, ce qui déplaît fortement aux élites brésiliennes,.

### Vers l'indépendance

Le tableau L'Indépendance ou la Mort (Independência ou Morte en portugais) du peintre brésilien Pedro Américo (1888) est l'une des plus célèbres représentations du cri d'Ipiranga. Il est conservé au Musée pauliste à l'université de São Paulo.

Sous la régence de Dom Pedro, les tensions entre le Brésil et le Portugal augmentent. Les élites locales et les populations brésiliennes souhaitent plus d'autonomie et rejettent les tentatives portugaises de les subordonner à nouveau.
Le 9 janvier 1822, Dom Pedro refuse de retourner au Portugal malgré les pressions des Cortes portugaises, déclarant le célèbre « Je reste » (Fico en portugais),,. Ce geste marque un point de non-retour dans le processus d'indépendance, au point que les dernières troupes portugaises sont expulsées une semaine plus tard.

Le 7 septembre 1822, sur les rives de l'Ipiranga, près de São Paulo, Dom Pedro proclame l'indépendance du Brésil en prononçant le fameux cri d'Ipiranga (O Grito do Ipiranga en portugais) : 
« Independência ou Morte! »
« L'Indépendance ou la Mort ! »
 Cet acte symbolise la rupture définitive avec le Portugal,,.

## La monarchie constitutionnelle (1822-1889)
L'empire du Brésil est une période marquante de l'histoire brésilienne qui s'étend de 1822 à 1889. Il a vu la naissance et la consolidation d'une monarchie constitutionnelle, dirigée d'abord par Pierre Ier, puis par son fils Pierre II, et a marqué la transition du Brésil d'une colonie portugaise à une nation indépendante.

### Le règne de PierreIer(1822-1831)
Le règne de Pierre Ier est marqué par plusieurs défis politiques, économiques et sociaux. Il tente de consolider l’unité du pays face aux tentatives de fragmentation, notamment avec des révoltes locales contre l’autorité impériale.

#### Les bases institutionnelles

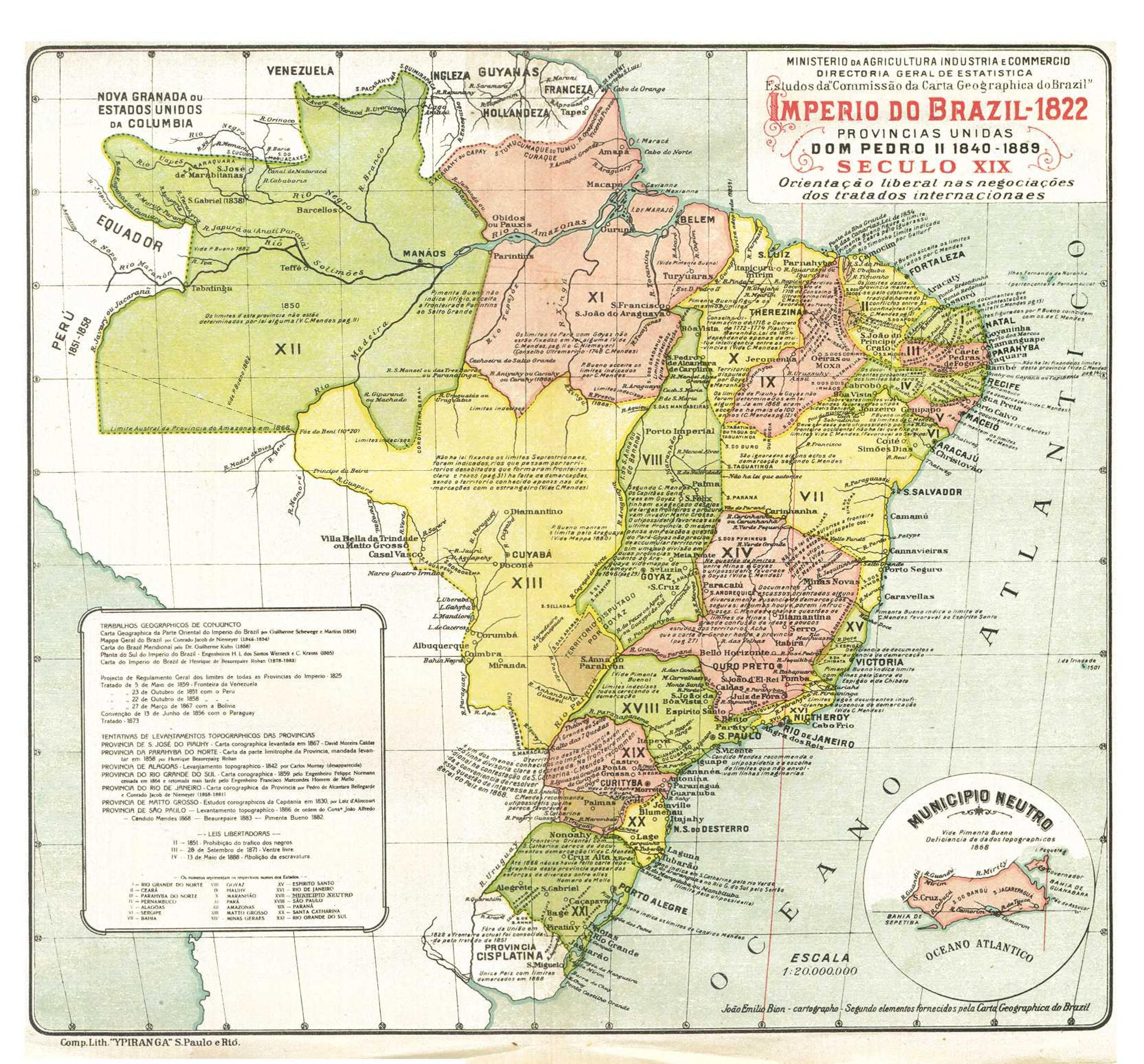
Carte montrant l'évolution territoriale du Brésil de 1822 à 1889.

En 1823, Pierre Ier convoque une assemblée constituante pour élaborer une constitution. Cependant, cette assemblée propose une constitution qui limite fortement les pouvoirs impériaux et impose la séparation des pouvoirs, ce qui conduit l'empereur à dissoudre l'assemblée, ce que le projet constitutionnel souhaitait empêcher. La constituante, encerclée par l'armée, est évacuée et fermée dans la nuit du 12 novembre 1823,,. Le principal conseiller de l'empereur, José Bonifácio de Andrada e Silva, choisit alors de partir en exil à Talence, près de Bordeaux,. En 1824, Pierre Ier impose une constitution autoritaire qui accorde de larges pouvoirs au souverain, notamment un « pouvoir modérateur » qui lui permet d'intervenir dans les autres branches du gouvernement. L'une des caractéristiques de la constitution impériale est le maintien du suffrage censitaire, malgré l'abaissement de la majorité civile. Cette constitution reste en vigueur jusqu'en 1891, date de la première constitution républicaine. En mars, les derniers soldats portugais sont capturés et le Portugal est contraint de reconnaître l'indépendance du Brésil. Le 29 août 1825, le Traité de Rio de Janeiro est signé.

#### Un règne conflictuel
Sous le règne de Pierre Ier, le Brésil fait face à des insurrections internes, comme la rébellion de la Confédération de l'Équateur en 1824, une révolte républicaine dans la région du Nordeste, qui est rapidement réprimée. Sur le plan international, le Brésil se retrouve également en guerre contre l'Argentine dans la Guerre de Cisplatine (1825-1828), à propos de la possession de la province de Cisplatine (l'actuel Uruguay). Le Brésil subit une défaite et la province devient un État indépendant en 1828, ce qui affaiblit l'autorité de l'empereur,. De plus, le pays est de plus en plus dépendant du Royaume-Uni sur le plan commercial au point que la Banco do Brasil doit fermer ses portes en 1829.

#### Vers l'abdication
Malgré ses efforts pour stabiliser le pays, Pierre Ier perd rapidement le soutien populaire et celui des élites brésiliennes. Son autoritarisme, ses liens étroits avec le Portugal, et son incapacité à régler les crises internes, notamment les conflits régionaux, créent un climat de mécontentement. De plus, son implication dans les affaires portugaises, après la mort de son père, l'amène à se concentrer davantage sur la politique européenne, ce qui accentue son impopularité au Brésil. D'ailleurs, la Chambre des députés oblige le souverain à renoncer à la couronne portugaise, qui revient à sa fille, laquelle devient reine sous le nom de Marie II. L'annonce de la chute des Bourbons en France est très bien reçue dans le pays en 1830.
Face à une pression croissante, y compris au sein de la garde impériale dont des membres participèrent à certaines émeutes, Pierre Ier abdique le 7 avril 1831 en faveur de son fils, Pierre, alors âgé de cinq ans,,.

### Le long règne de Pierre II (1831-1889)
L'histoire du Brésil de 1831 à 1889 est une période marquée par des transformations politiques, économiques et sociales majeures. Cette phase est dominée par le règne de l'empereur Pierre II et la fin de la monarchie avec la proclamation de la République en 1889.

#### La régence (1831-1840)
Pendant la minorité de l'empereur, le Brésil est gouverné par une régence, une période d'instabilité politique notable. José Bonifácio de Andrada e Silva devient le tuteur du jeune empereur,. Plusieurs mouvements sécessionnistes et révoltes régionales éclatent, comme la guerre des Farrapos (1835-1845) dans le sud et la Cabanagem (1835-1840) dans le nord. Ces soulèvements sont le résultat des tensions entre les provinces et le pouvoir central. L'élite brésilienne, préoccupée par la fragmentation du pays, pousse à un retour rapide à un gouvernement stable. L'une des rares réussites de la régence est la limitation des pouvoirs de l'empereur par un Acte additionnel à la constitution en 1834.

#### Le règne personnel (1840-1889)
En 1840, à l'âge de 14 ans, Pierre II est déclaré empereur par anticipation, marquant le début de son règne qui durera presque un demi-siècle,. Son gouvernement se distingue par une certaine stabilité politique et un développement économique important, en particulier grâce à l'essor de la culture du café. L'empereur respecta scrupuleusement la Constitution et l'Acte additionnel dans sa pratique du pouvoir.

##### La consolidation de l'empire
L'empereur parvient à consolider le pouvoir impérial et à rétablir l'ordre dans les provinces en apaisant les révoltes. Il établit un équilibre entre les intérêts des provinces et du gouvernement central, en favorisant un régime parlementaire qui, bien que constitutionnellement limité, permet une coopération entre l'empereur et les élites politiques.

##### Développement économique
L'économie brésilienne au XIXe siècle est principalement basée sur l'exportation de produits agricoles, en particulier le café, arrivé dans le pays en 1720, qui devient le moteur économique du pays. À partir de 1820, elle n'était plus dépendante de l'exportation d'un seul produit, en l'occurrence le sucre. Cette prospérité favorise le développement des infrastructures, telles que les chemins de fer et les télégraphes. En parallèle est créée une industrie d'armement qui travaille essentiellement pour la marine impériale. Cependant, l'essor de la caféiculture est intimement lié à l'exploitation du travail des esclaves. L'industrie sucrière résistait à la concurrence internationale tandis que l'industrie du coton devait lutter contre la concurrence américaine et britannique. Même la riziculture se développa, en particulier dans le Maranhão et le Pará. Néanmoins, le Brésil ne tenait pas compte de la conjoncture et exportait des produits de moins bonne qualité. Ainsi, après 1840, l'économie brésilienne devint fortement dépendante des exportations de café. De nombreux fronts pionniers voient le jour à partir de 1850 et la culture du café y occupe une place importante. En 1880, le café représentait plus de 60 % des exportations brésiliennes,. Dans les années 1870, le Brésil devient le pays le plus peuplé d'Amérique latine.

##### La question de l'esclavage

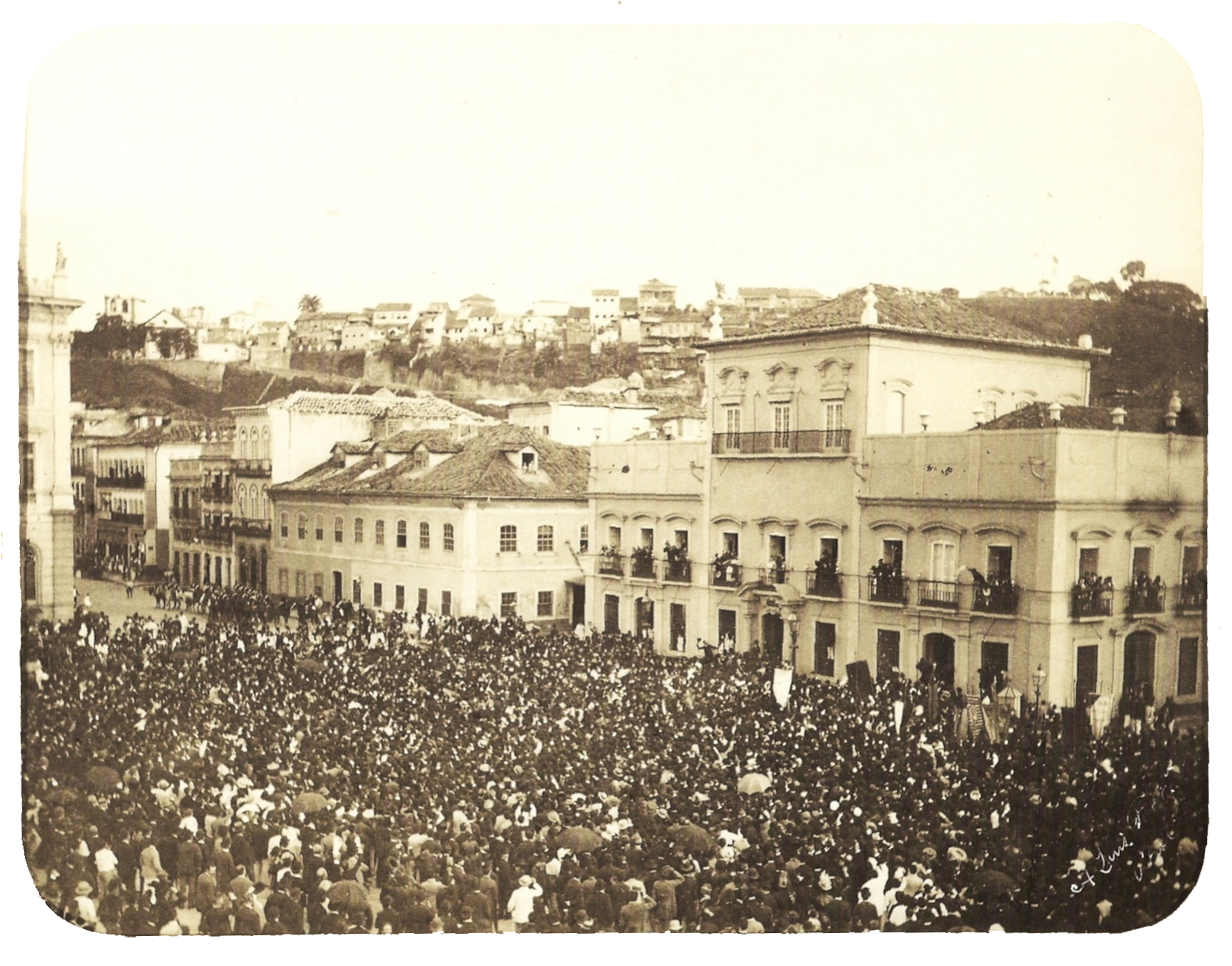
La princesse Isabelle se présente au balcon du Palais impérial quelques minutes après avoir signé la Loi d'or.

Le Brésil est l'un des derniers pays du continent américain à maintenir l'esclavage. Tout au long du XIXe siècle, le débat autour de l'abolition de l'esclavage devient de plus en plus intense, à la fois au sein des élites intellectuelles et politiques, et sous la pression internationale, notamment du Royaume-Uni,. Pourtant, la révolte des Malês en 1835 était annonciatrice de la fin probable de l'esclavage dans le pays, d'autant que les révoltés étaient éduqués. Trois ans plus tard, la Balaiada aboutit à une courte sécession, mais la révolte est réprimée violemment. En 1850, 44 % des habitants de Rio de Janeiro étaient des esclaves. De nombreux Brésiliens ont également en mémoire la révolte de Saint-Domingue, où des colons sont massacrés par les esclaves. L'empereur finit par aborder lui-même la question dans son discours du trône en 1867. Cinq ans plus tard, le nombre d'esclaves est estimé à 1,5 million. En 1887, l'armée annonça refuser de poursuivre les esclaves en fuite.
Plusieurs lois marquent le chemin vers l'abolition :
- Loi Eusébio de Queirós (1850), qui interdit la traite des esclaves, bien que l'esclavage lui-même reste légal[181],[174],[182].
- Loi du « ventre libre » (1871), qui déclare libres les enfants nés de mères esclaves[183],[184],[185]. Cependant la loi donnait aux propriétaires d'esclaves la possibilité de garder les enfants à son service jusqu'à leurs 21 ans[186].
- Loi des Sexagénaires (pt) (1885), qui libère les esclaves âgés de plus de 60 ans[187],[188].

L'abolition complète de l'esclavage survient le 13 mai 1888 avec la signature de la Loi d'or (Lei Áurea) par la princesse Isabelle, fille de Pierre II, abolissant définitivement l'esclavage au Brésil. 700 000 esclaves sont libérés après la promulgation de la loi.

#### Les dernières années et la chute de la monarchie
Malgré son long règne et ses réformes progressistes, Pierre II perd progressivement le soutien des élites brésiliennes, notamment des grands propriétaires terriens (les fazendeiros) dont les revenus dépendent du maintien l'esclavage. En 1868, la dissolution de la Chambre des députés, alors dominée par les libéraux, marque le début du déclin du régime,. Le maintien et la restriction du suffrage censitaire fut une autre cause du déclin. L'abolition de l'esclavage, bien qu'un triomphe humanitaire, précipite la rupture entre l'empereur et une grande partie de l’aristocratie.
De plus, l'armée, qui avait gagné en influence après avoir participé à la guerre de la Triple Alliance (1864-1870) contre le Paraguay, devient de plus en plus insatisfaite du régime impérial. Beaucoup de militaires n'étaient pas non plus satisfaits de la manière dont le recrutement de troupes a été effectué pour participer à l'effort de guerre, l'armée ne comptant que 18 000 hommes en 1865. Les idées républicaines commencent à se répandre, alimentées par une classe moyenne montante et des officiers de l'armée. Le premier journal républicain paraît le 3 décembre 1870,. Les républicains s'inspirent fortement des écrits d'Auguste Comte, pour qui la science joue un rôle essentiel pour comprendre les phénomènes qui ont lieu dans le monde. La sécheresse extrême qui frappe le Nordeste en 1878, avec près de 300 000 morts, est également mal gérée par le gouvernement.
Le 15 novembre 1889, le maréchal Deodoro da Fonseca mène un coup d'État militaire qui met fin à la monarchie brésilienne. Pierre II est déposé et exilé en Europe. Quelques mois plus tôt, ils avaient célébré le 14 juillet et même chanté La Marseillaise. Ainsi, la Première République est proclamée, marquant la fin de la période impériale. La plupart des républicains ont la particularité d'être des francs-maçons.

## La Première République (1889-1930)
L'histoire du Brésil de 1889 à 1930 est marquée par une période de transitions politiques et sociales importantes. Ce laps de temps correspond à l’ère de la Première République ou « Vieille République » (República Velha), qui commence avec la chute de l'Empire brésilien en 1889 et s'achève avec la Révolution de 1930. 

### L'installation de la République
Le 15 novembre 1889, l'empire du Brésil s'effondre après un coup d'État militaire mené par le maréchal Deodoro da Fonseca. Ce dernier renverse l'empereur Pierre II et proclame la république, mettant fin à presque 70 ans de monarchie. La chute de l'Empire est favorisée par plusieurs facteurs :
- Le mécontentement des élites terriennes face à l'abolition de l'esclavage en 1888.
- La montée en puissance de l'armée, influencée par des idées républicaines et positivistes.
- La perte de popularité de la monarchie, notamment au sein de la classe moyenne urbaine.

Deodoro devient le premier président du Brésil, amorçant la transition d'un État monarchique vers une république fédérale. Le pape Léon XIII, soucieux d'accroitre l'influence de l'Église catholique en Amérique latine, est le premier à reconnaître le nouveau régime. Cela n'empêche pas les républicains de proclamer la séparation des Églises et de l'État et faire du Brésil un État laïc, tout comme le Mexique,.

### Les présidents militaires (1889-1894)
Après la proclamation de la république, les premières années sont marquées par l'instabilité politique et des tensions internes. Le maréchal Floriano Peixoto, successeur de Deodoro en 1891, doit faire face à des rébellions fédéralistes et monarchistes, consolidant par la force la nouvelle forme de gouvernement,. La Révolution fédéraliste, qui touche en particulier le Rio Grande do Sul, dure trois ans et est très durement réprimée par l'armée,. La marine, qui avait soutenu le gouvernement en 1891 lors de la tentative de fermeture du Congrès, décide de bombarder la capitale pour obliger Peixoto à céder dans la lutte contre les fédéralistes. Les républicains, soucieux d'installer le régime dans la durée, font de Tiradentes, le meneur de la révolte de 1789, un héros national et n'hésitent pas à organiser quatre fêtes nationales différentes.
Sous Peixoto, le Brésil adopte une constitution républicaine en 1891, établissant un système fédéraliste où les États obtiennent une certaine autonomie,,. Cette constitution marque également le début d'un régime politique dominé par les élites rurales et les grands propriétaires terriens, en particulier des États de São Paulo et du Minas Gerais. Le suffrage universel masculin est instauré, mais les analphabètes, qui représentent 80 % de la population à l'époque, en sont exclus, tout comme les femmes qui ne sont même pas mentionnées. Avant 1930, à peine 6 % de la population brésilienne au maximum peut voter lors des élections. Les constituants décident également d'abolir la peine de mort pour les crimes civils.

### La politique des gouverneurs et le«café au lait»
À partir de 1894, une période de relative stabilité s'installe sous la direction des élites rurales. Prudente de Morais, issu de l'État de São Paulo, est le premier président civil élu. C'est l'ère des présidents civils, majoritairement issus des États de São Paulo (producteur de café) et du Minas Gerais (élevage de bétail). Dans les années 1920, ces deux États concentrent près de 40 % des électeurs brésiliens. Le Brésil entre dans une phase de politique des gouverneurs, où un accord tacite est établi entre les élites régionales pour maintenir le pouvoir entre leurs mains. Jusqu'en 1906, le président pouvait désigner directement son successeur. En 1898, les derniers monarchistes et les républicains radicaux sont écartés du gouvernement.
Cette alliance entre São Paulo et le Minas Gerais, surnommée politique du « café au lait », domine la vie politique du pays. Les deux États se partagent la présidence en alternance, ce qui exclut la majorité des citoyens, notamment les travailleurs urbains et les populations rurales, de la participation politique. En 1906, un accord est trouvé entre les gouverneurs de São Paulo, du Minas Gerais et de Rio de Janeiro pour protéger les producteurs de café : l'accord de Taubaté,,,. Le régime commence à mettre sur pied une politique indienne, et créé en 1910 un « Service de protection aux indiens et de localisation des travailleurs nationaux ». L'objectif est de rendre les indigènes sédentaires et de leur apporter une instruction, en s'inspirant des thèses positivistes.

### Un développement économique contrasté
Pendant cette période, l'économie brésilienne est largement dépendante de l'exportation du café, dont São Paulo est le principal producteur. En 1906, 75 % de la production mondiale de café vient du Brésil. Le pays connaît une croissance économique significative, stimulée par la demande internationale de café, mais cette prospérité est inégalement répartie. Les grands propriétaires fonciers (les latifundiaires) s'enrichissent tandis que la majorité de la population, notamment les anciens esclaves libérés et les travailleurs ruraux, reste dans la pauvreté. En plus du café, le sucre, le cacao et le bois sont des produits qui continuent de bien s'exporter. Le caoutchouc brésilien est essentiellement produit en Amazonie. Entre 1890 et 1913, la dette extérieure brésilienne passe de 30 millions à 144,3 millions de livre sterling. En 1898, le futur président Manuel de Campos Sales doit se rendre en urgence à Londres pour négocier un échelonnement du remboursement de la dette.
La croissance des villes comme Rio de Janeiro et São Paulo, ainsi que l'industrialisation progressive, commence à modifier la société brésilienne. L'immigration européenne joue également un rôle important dans ce développement, notamment avec l'arrivée de millions de travailleurs italiens, allemands, espagnols et portugais. Entre 1887 et 1930, 3,8 millions d'immigrants arrivent au Brésil, dont 2,7 millions jusqu'en 1914.

### Tensions politiques et sociales

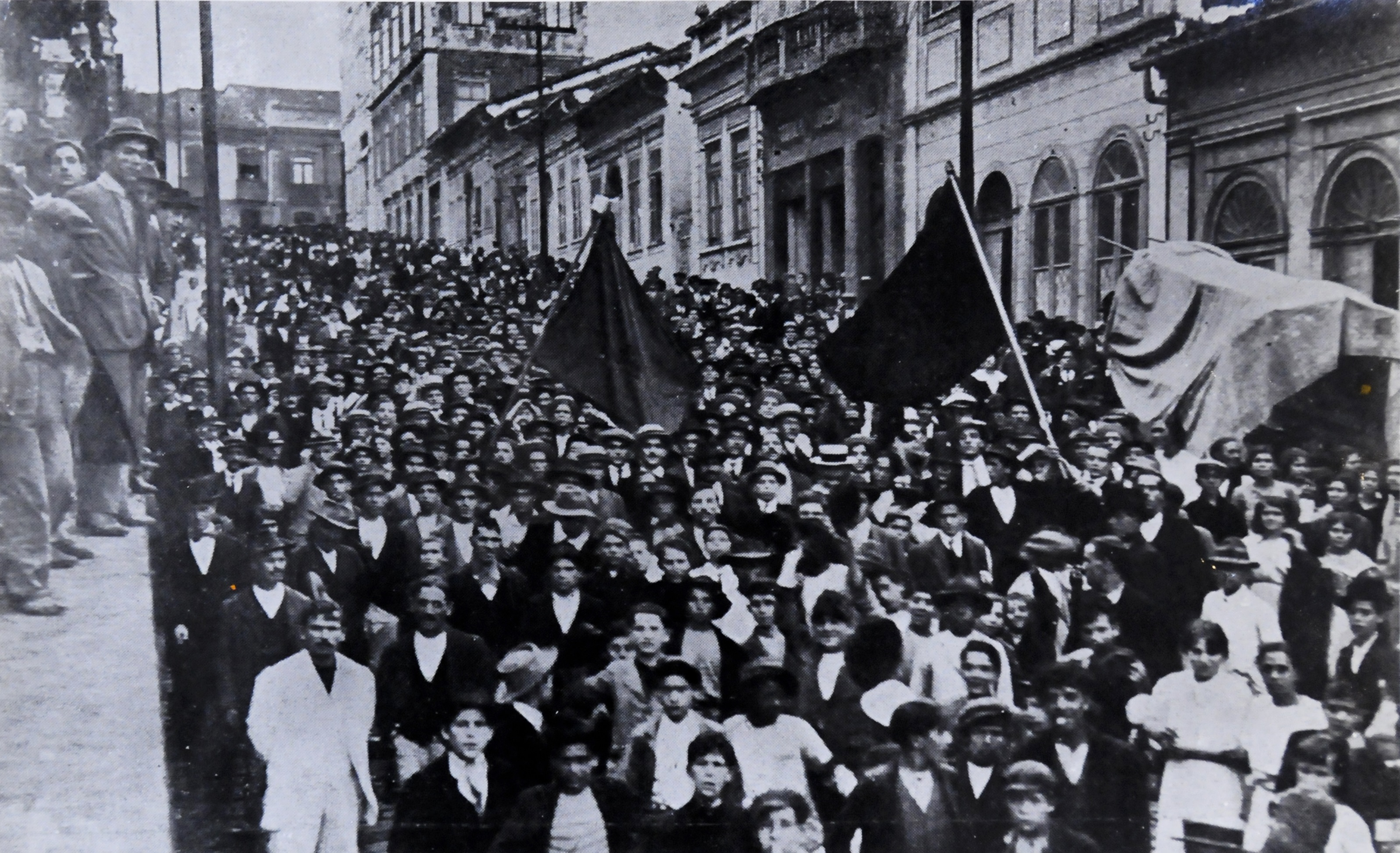
Grève générale à São Paulo, le 25 juillet 1917. Les manifestants brandissent le drapeau noir, symbole de l'anarchisme.

Malgré la stabilité apparente de la « Vieille République », des tensions sociales commencent à émerger. Le fossé entre les riches propriétaires terriens et les masses pauvres s'accentue, ce qui entraîne des mouvements de contestation. Des révoltes paysannes éclatent, comme la guerre de Canudos (1896-1897) dans l'État de Bahia, où des milliers de paysans se soulèvent contre l'autorité fédérale, dirigés par le chef religieux Antônio Conselheiro. Cette révolte est réprimée avec brutalité par l'armée fédérale. En 1903, le pays s'agrandit lors de la guerre de l'Acre contre la Bolivie, qui perd à nouveau du territoire contre un pays voisin,. Paradoxalement, le Brésil cherche à s'européaniser tout en voulant maintenir l'ordre social existant, alors même que l'Europe commençait à réfléchir à l'égalité des droits.
D'autres mouvements sociaux, comme la guerre du Contestado (1912-1916) dans le sud du pays et les grèves ouvrières dans les grandes villes, témoignent du mécontentement croissant des classes populaires. Au sortir de la Première Guerre mondiale, dans laquelle le pays s'engage en octobre 1917, la contestation s'amplifie. Entre 1917 et 1920, de nombreuses grèves ont lieu, en particulier dans la région de São Paulo et de Rio de Janeiro,,. En 1922 se produit la révolte des 18 du fort de Copacabana, les révoltés ayant pris les armes à la suite de la publication de deux faux dans lesquels le président Artur da Silva Bernardes aurait insulté les militaires,. C'est le début du tenentismo, un mouvement qui frappe toute l'armée. La même année est fondé le Parti communiste brésilien, qui va jouer un rôle important dans la vie politique,. Pendant longtemps, c'est d'ailleurs le seul parti qui bénéficie d'une organisation interne. Le parti est interdit à peine trois mois après sa fondation. Deux ans plus tard, une nouvelle mutinerie à lieu, le jour du deuxième anniversaire de l'échec de la révolte des 18. Le meneur de ce mouvement est un jeune capitaine, Luis Carlos Prestes, qui jouera par la suite un rôle important de la vie politique brésilienne. Ses hommes parviennent à quitter le pays sans être inquiétés et se réfugient en Bolivie,. En réponse à ces évènements, le Congrès adopte les premières lois sociales en 1925. 

### La chute du régime
La « Vieille République » prend fin avec la Révolution de 1930. En 1930, un désaccord entre les élites politiques concernant la succession présidentielle déclenche une crise politique majeure, d'autant que les effets de la Grande Dépression commençaient à frapper le pays. Getúlio Vargas, gouverneur de l'État de Rio Grande do Sul, mène une rébellion contre le gouvernement en place, insatisfait par la domination des élites de São Paulo et du Minas Gerais. Le point de départ est le soutien affiché du président Washington Luís, issu de l'État de São Paulo, a un candidat issu du même État, Júlio Prestes, ce qui mettait fin à l'alternance commencée en 1894. L'assassinat du colistier de Vargas, João Pessoa Cavalcanti de Albuquerque, le 26 juillet 1930, est perçu comme une provocation par les opposants de Luís. Le motif de l'assassinat n'avait rien de politique, mais l'opposition se saisit de l'opportunité pour fomenter un coup d'État.
Cette révolte est appuyée par des groupes mécontents, notamment des militaires et des classes moyennes urbaines. Le coup d'État de Vargas met fin à la domination de la politique du « café au lait », renverse le président Washington Luís et amorce une nouvelle phase dans l’histoire du Brésil. Heureusement, le cardinal Sebastião Leme da Silveira Cintra parvient à convaincre Luís de renoncer au pouvoir afin d'éviter un bain de sang.

## Le gouvernement provisoire et la Deuxième République (1930-1937)
L’histoire du Brésil de 1930 à 1937 est marquée par une période de changements politiques et sociaux profonds, centrés autour de la montée au pouvoir de Getúlio Vargas et la mise en place de l'Estado Novo.

### Le gouvernement provisoire

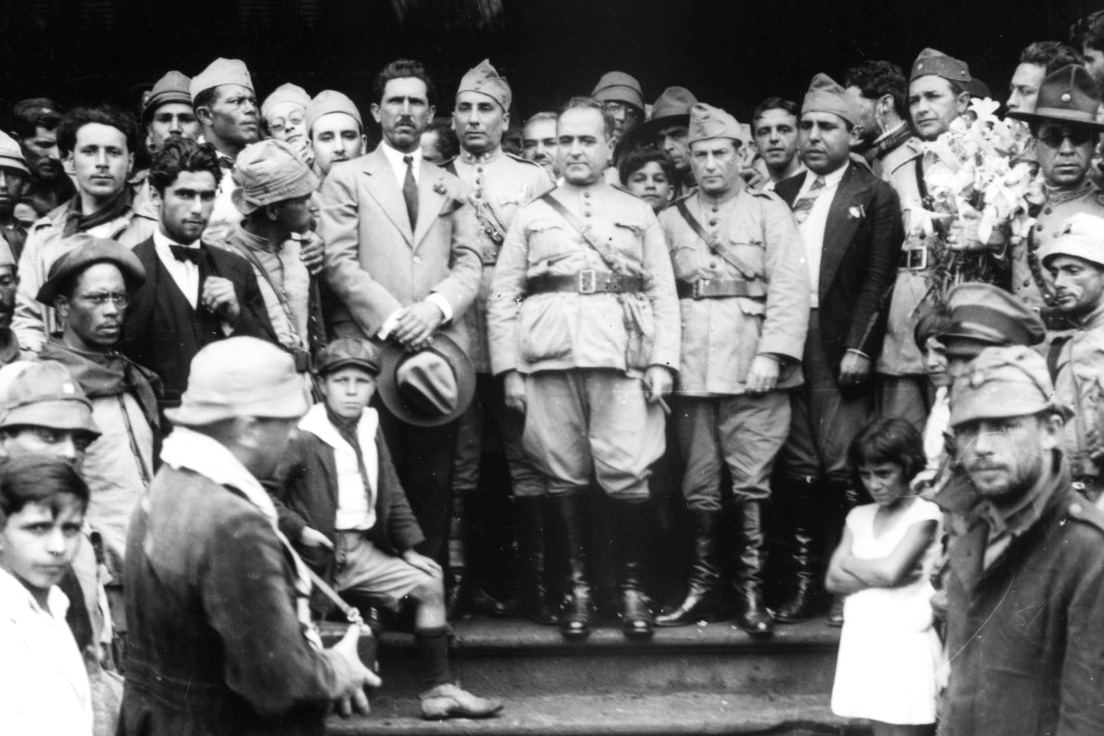
Getúlio Vargas et les meneurs militaires après le succès du coup d'État. La photographie est prise par Claro Jansson, un célèbre photographe brésilien d'origine suédoise.

À son arrivée au pouvoir, Vargas gouverna le Brésil sous un régime provisoire, sans constitution ni cadre légal défini. Il entreprit de nombreuses réformes économiques et sociales pour moderniser le pays. Son objectif était de réduire l'influence des oligarques ruraux et de favoriser l’industrialisation, grâce à d'importantes réformes :
- Contrôle de l’industrie : Le gouvernement chercha à promouvoir l'industrialisation du pays et à réduire sa dépendance vis-à-vis des exportations de matières premières, notamment du café.
- Droits des travailleurs : Vargas initia plusieurs réformes sociales visant à protéger les travailleurs, notamment la création de lois sur le travail, la régulation des salaires et la réduction des heures de travail. Cette politique, connue sous le nom de « paternalisme d'État », renforça son soutien auprès des classes populaires.
- Centralisation du pouvoir : Vargas chercha à centraliser le pouvoir à Rio de Janeiro, réduisant l'autonomie des États et consolidant son autorité.

### Les bases du nouveau régime
Face aux pressions politiques et sociales croissantes, Vargas convoqua une Assemblée constituante en 1933. Celle-ci élabora une nouvelle Constitution, promulguée en 1934. La Constitution de 1934 (pt) introduisit des éléments de démocratie représentative tout en renforçant les pouvoirs de l'exécutif, :
- Vote obligatoire et secret : Les citoyens, y compris les femmes, obtinrent le droit de vote.
- Droits des travailleurs : La constitution intégra des protections pour les droits des travailleurs, notamment la régulation des heures de travail et la création d'un salaire minimum.
- Intervention de l'État dans l'économie : Le texte permettait à l'État de jouer un rôle plus actif dans la régulation et la planification économiques.

Vargas fut élu président par l’Assemblée constituante pour un mandat de quatre ans, mais il n'avait pas encore consolidé son pouvoir de manière définitive. Dans la Constitution de 1934, le président n'est pas rééligible,.

### Les tensions politiques et sociales

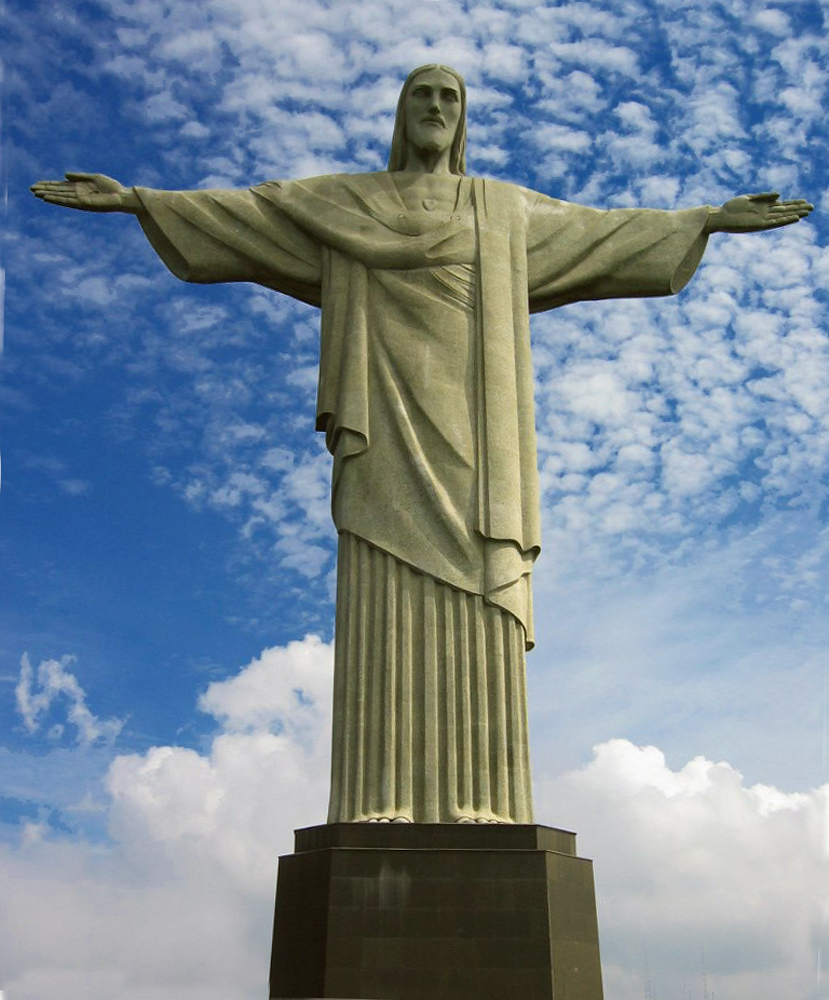
La statue du Christ rédempteur, au sommet du Corcovado, est inaugurée par Vargas et le cardinal Leme da Silveira Cintra en 1931.

Pendant cette période, le Brésil fut le théâtre de profondes divisions politiques. Deux mouvements opposés commencèrent à se structurer, :
- L'Alliance nationale libératrice (pt) (ANL) : Groupe de gauche, influencé par le communisme, qui prônait la réforme agraire, la nationalisation des industries clés et l’opposition à l’impérialisme.
- L'Action intégraliste brésilienne (AIB) : Groupe d’extrême droite, d’inspiration fasciste, qui promouvait le nationalisme, l’autoritarisme et un État corporatiste.

En 1932, la situation est telle que le cruzeiro est dévalué de 40 %. L'année précédente, le remboursement de la dette était suspendu face à la gravité de la crise. Des millions de tonnes de café, devenu très difficile à vendre, doivent être détruits. La politique concernant le café va durer jusqu'en 1944,. Près de 30 000 ouvriers sont licenciés tandis que près de 60 000 se retrouvent au chômage partiel. La révolution constitutionnaliste qui éclate dans l'État de São Paulo marque un tournant pour le régime, obligeant le gouvernement provisoire à convoquer une Assemblée constituante. Néanmoins, les combats durent trois mois et causent la mort de près de 15 000 personnes.
En 1935, une tentative de coup d'État communiste, soutenue par l'ANL et dirigée par le Parti communiste, échoua. Le Komintern avait grandement sous-estimé l'implantation du Parti communiste dans le pays. Luis Carlos Prestes est à la tête du mouvement, étant rentré clandestinement au pays après un séjour en Union soviétique où il découvrit et adhéra au communisme. Les mutins sont arrêtés et torturés tandis que Prestes et sa femme, Olga Benário, d'origine allemande et juive, parviennent à se cacher quelques mois. Une fois arrêtés, Prestes est condamné à seize ans de prison tandis que Benário est expulsée vers l'Allemagne nazie. Elle mourra gazée en 1942 à Bernburg, l'un des centres de mise à mort du programme Aktion T4. Cet événement servit de prétexte à Vargas pour renforcer encore plus son pouvoir et réprimer l'opposition.

### Le coup d'État de Vargas
Le climat de tension politique et la menace d'une insurrection communiste offraient à Vargas une opportunité pour consolider son pouvoir. En novembre 1937, il organisa un coup d’État qui suspendit la Constitution de 1934 et mit fin au régime démocratique. Vargas institua alors un régime dictatorial appelé Estado Novo.

## L'Estado Novo (1937-1945)
L'Estado Novo (1937-1945) est une période marquante de l'histoire politique du Brésil, dirigée par Getúlio Vargas, qui a instauré un régime autoritaire inspiré du fascisme européen. Ce régime a consolidé l'État brésilien autour d'une centralisation du pouvoir, d'un contrôle strict des institutions et d'une politique de développement nationaliste.

### La mise en place du régime

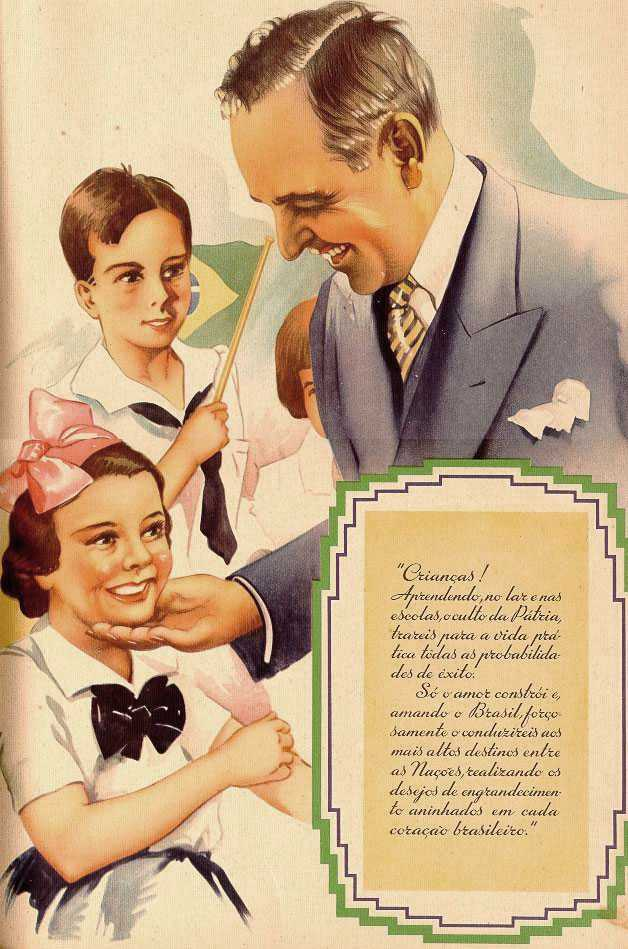
Affiche de propagande promouvant une éducation patriotique pour les enfants brésiliens, vers 1938.

Entre 1930 et 1937, Vargas gouverne sous des régimes plus ou moins démocratiques, mais il fait face à des menaces de divers groupes, notamment des communistes et des intégralistes (influencés par les idéologies fascistes).
Le tournant se produit en 1937 avec la découverte supposée du « Plan Cohen », un faux complot communiste que le gouvernement utilise pour justifier un coup d'État. Vargas, qui prononce un discours radiodiffusé, dissout le Congrès, abolit la Constitution de 1934, et en instaure une nouvelle, autoritaire et centralisatrice, fortement inspirée de la Constitution polonaise de 1921, sans que le plébiscite promis ne soit organisé,. Le 4 décembre 1937, une grande cérémonie est organisée où tous les drapeaux des États fédérés sont brulés. 
Les principaux éléments de ce régime incluent :
- Suppression des libertés civiles : Dissolution des partis politiques, contrôle de la presse et répression de toute opposition. L'utilisation de la torture est tolérée[271].
- Centralisation du pouvoir : Le président concentre tous les pouvoirs, législatif, exécutif et judiciaire.
- Propagande nationaliste : Utilisation des médias pour promouvoir l'image d'un leader fort et d'un État uni, notamment via le Département de la Presse et de la Propagande (DIP)[272].

L'Estado Novo se distingue par une politique nationaliste visant à forger une identité brésilienne forte. Cela se manifeste par :
- Le culte de la personnalité autour de Vargas, présenté comme le « père des pauvres ».
- La valorisation du métissage et de la culture populaire dans la construction d’une unité nationale.
- Le mythe de la « démocratie raciale », qui glorifie l'harmonie raciale supposée du Brésil, malgré les discriminations réelles.

### Les réformes économiques et sociales
L'Estado Novo, qui est un État corporatiste, a mis en place une série de réformes visant à moderniser l'économie brésilienne et à renforcer l'industrie nationale. Vargas a encouragé le développement d'industries stratégiques comme la sidérurgie et l'énergie. Les initiatives incluent la création de Volta Redonda, la première grande aciérie du pays, en partie grâce au financement américain.
Les politiques de Vargas étaient aussi marquées par un certain populisme, notamment en ce qui concerne la législation du travail. Des réformes sociales sont adoptées pour améliorer les conditions de travail, avec l'introduction de la Consolidation des lois du travail (CLT), une série de lois protectrices pour les travailleurs, qui a contribué à faire de Vargas une figure paternaliste et populaire parmi les classes ouvrières,,.

### Une politique étrangère ambivalente
Pendant l'Estado Novo, la politique extérieure brésilienne a été ambivalente. Au début, Vargas maintient des relations cordiales avec les régimes fascistes en Europe, notamment l'Italie fasciste et l'Allemagne nazie. L'Allemagne devient au cours des années 1930 le premier partenaire économique du Brésil, devant les États-Unis,. Malgré tout, le Brésil accueille des opposants de ses régimes, notamment l'écrivain Stefan Zweig qui était lucide sur la situation dans son pays d'accueil. En 1939, le pays déclare sa neutralité lors du déclenchement de la Seconde Guerre mondiale. Cependant, avec l'entrée du Brésil dans le conflit aux côtés des Alliés en 1942, le gouvernement modifie son orientation internationale. Cette alliance avec les États-Unis joue un rôle crucial dans le financement de projets industriels et dans la construction d'une base militaire américaine au Brésil, après avoir refusé une première offre en 1937. À partir de là, les États-Unis redeviennent le premier partenaire commercial. Le Brésil est le pays d'Amérique latine le plus impliqué dans le conflit, avec l'envoi de la force expéditionnaire qui participe notamment à la libération de l'Italie,.

### La fin du régime
L'Estado Novo prend fin en 1945, lorsque Getúlio Vargas, sous pression militaire et populaire, démissionne. Il faut dire qu'il avait promis une élection présidentielle pour 1943 et que, une fois le pays entré en guerre, il avait changé d'avis. Les forces armées, autrefois alliées de Vargas, se retournent contre lui, notamment à cause de la contradiction entre son régime autoritaire et l'engagement du Brésil auprès des Alliés pour la défense de la démocratie mondiale. Cette démission ouvre la voie à la démocratisation du pays et à la période républicaine.

## La Quatrième République (1946-1964)
L’histoire du Brésil entre 1946 et 1964 est marquée par une période complexe, durant laquelle le pays traverse des changements politiques importants, des tensions sociales et une évolution économique rapide.

### La mise en place du régime
Après la chute de l'Estado Novo (1937-1945) de Getúlio Vargas, une nouvelle Constitution est adoptée en 1946, ouvrant la voie à une période de démocratie représentative. Cette constitution rétablit les libertés civiles et politiques et limite le pouvoir présidentiel tout en renforçant le fédéralisme. Le Brésil entre dans une phase démocratique appelée la Quatrième République, caractérisée par une alternance de pouvoir entre deux grands partis :
- Le Parti social démocratique (PSD), représentant l'élite rurale et les grands propriétaires terriens,
- L'Union démocratique nationale (UDN), parti plus libéral et critique de Vargas.

### Le retour de Vargas (1951-1954)

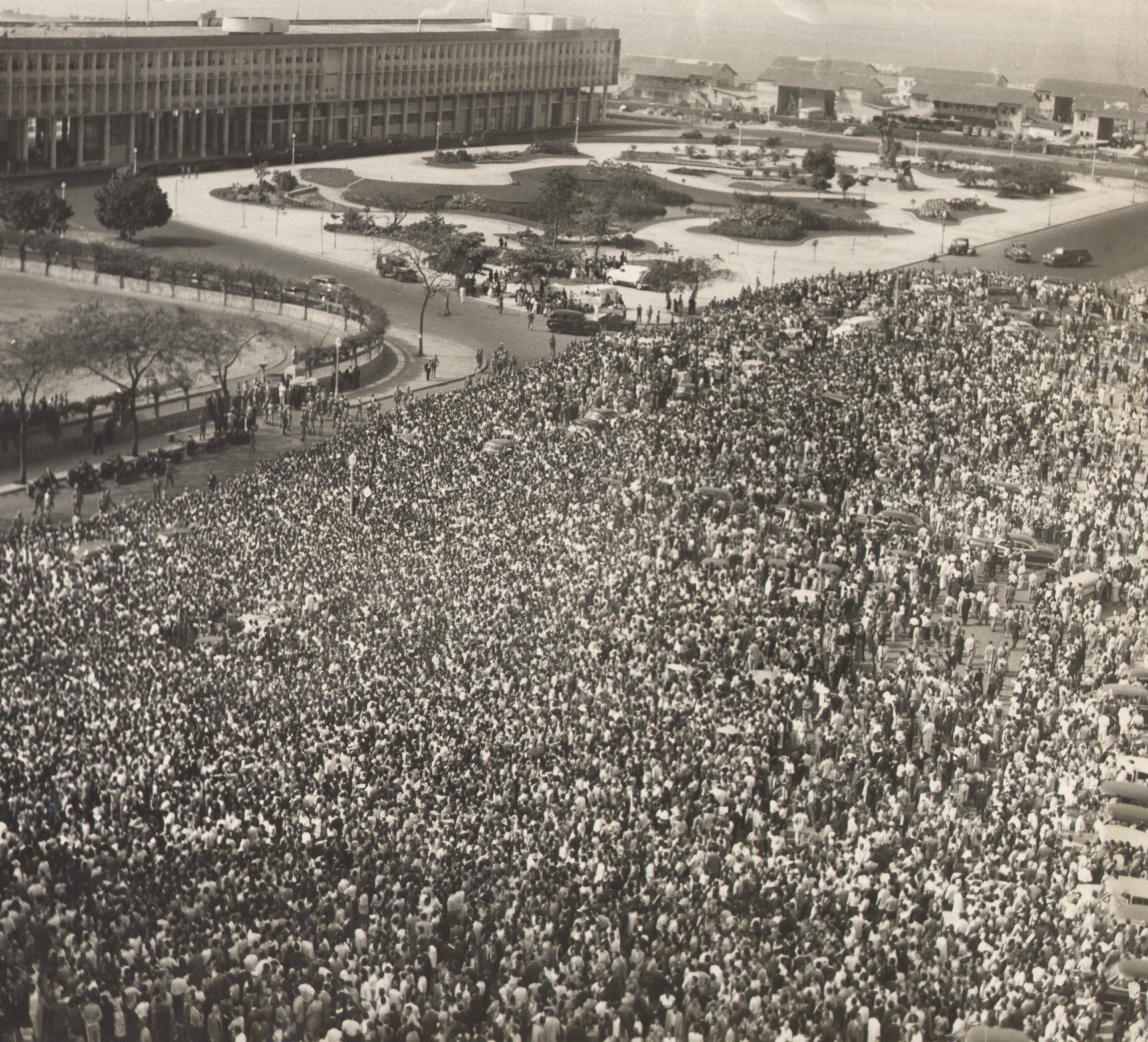
Un immense cortège assiste au transfert de la dépouille de Vargas de Rio de Janeiro à São Borja dans le Rio Grande do Sul (Archives nationales brésiliennes).

Getúlio Vargas, figure centrale de la politique brésilienne, revient au pouvoir en 1951, cette fois par le biais d'une élection démocratique. Son second mandat se distingue par des politiques populistes et une orientation nationaliste, qu'il tempéra par rapport à ses discours de campagne. Il encourage le développement industriel et crée la compagnie pétrolière nationale, Petrobras, en 1953, un symbole de l'intervention de l'État dans l'économie.
Cependant, son mandat est marqué par de fortes tensions politiques. L'opposition libérale de l'UDN, l'armée et les élites économiques le critiquent pour son interventionnisme, tandis que son soutien des travailleurs urbains le rend populaire parmi les classes ouvrières. Pourtant, les résultats sont visibles : entre 1945 et 1955, la croissance économique est de 5,7 % en moyenne. Vargas doit également s'adapter à partir de 1953, les États-Unis ayant changé leur attitude et leur politique vis-à-vis de l'Amérique latine avec l'élection de Dwight D. Eisenhower. En 1954, après un scandale politique, des pressions croissantes et la menace d'un coup d'État, Vargas se suicide, déclenchant une crise politique mais en évitant au pays de basculer dans la dictature,. L'opposition, prise de court par l'acte de Vargas, ne parvient pas à en tirer avantage et perd les élections en 1955. Vargas devient un héros national, au même titre que Tiradantes.

### Développement économique et instabilité (1955-1964)

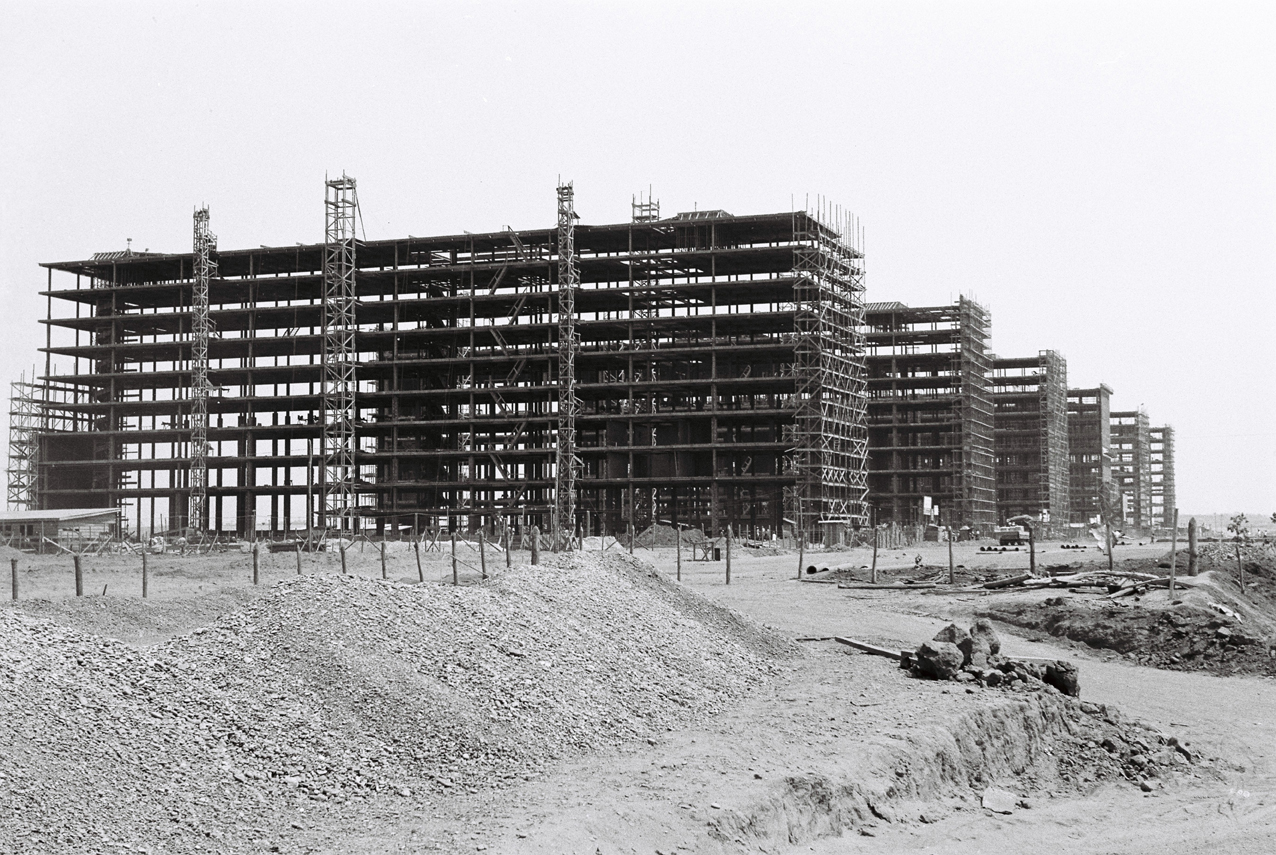
Travaux lors de la construction de Brasília en 1959.

Après une courte période de transition, Juscelino Kubitschek est élu président en 1955. Son slogan, « 50 ans de progrès en 5 ans », résume sa politique ambitieuse de modernisation rapide du pays. Il lance un programme de développement industriel, infrastructurel et urbain, avec pour point culminant la construction de Brasília, la nouvelle capitale inaugurée en 1960. Brasília symbolise la modernité et le dynamisme, tout en favorisant l'intégration des régions intérieures du pays,.
Sous Kubitschek, le Brésil connaît une croissance économique significative, mais cela entraîne aussi une augmentation de la dette extérieure et des tensions sociales en raison des inégalités croissantes. Le pays se fait également connaître dans le monde entier, lorsque l'équipe nationale remporte la Coupe du monde en Suède, avant de récidiver quatre ans plus tard au Chili.
Après la fin du mandat de Kubitschek, une période d'instabilité s'ouvre. En 1961, Jânio Quadros est élu président, mais il démissionne après seulement sept mois, invoquant des pressions politiques. Son départ soudain provoque une crise institutionnelle, et c'est le vice-président João Goulart, un politicien populiste de gauche, qui prend le relais. Cependant, l'opposition, notamment les militaires, s'inquiètent de ses liens avec les syndicats et son programme de réformes sociales et économiques. Entre septembre 1961 et janvier 1963, les pouvoirs présidentiels sont fortement encadrés.
Sous la présidence de Goulart, le Brésil est divisé. Goulart propose des réformes agraires et fiscales, ce qui alarme les élites terriennes et industrielles. Son approche plus favorable aux classes ouvrières et sa proximité avec les mouvements de gauche attisent la méfiance de l'armée, qui voit en lui un danger pour la stabilité du pays et un possible virage vers le communisme. Les créanciers se montrent de plus en plus réticents à prêter de l'argent au Brésil, notamment après les évènements de l'automne 1962.
Face à la montée des tensions et à une profonde polarisation politique, les forces armées, soutenues par des secteurs conservateurs et des États-Unis dans le contexte de la Guerre froide, organisent un coup d'État en avril 1964. João Goulart est destitué, et un régime militaire autoritaire prend le pouvoir, inaugurant une dictature qui durera jusqu’en 1985.

## La dictature militaire (1964-1985)
La dictature militaire au Brésil, qui a duré de 1964 à 1985, est une période marquante de l'histoire contemporaine du pays. Elle s'inscrit dans un contexte de Guerre froide, où les tensions idéologiques entre les États-Unis et l'Union soviétique ont influencé de nombreux gouvernements en Amérique latine, notamment par la peur du communisme.

### Le coup d'État
Le coup d'État militaire du 31 mars 1964 a renversé le président João Goulart, considéré par les militaires et une partie de la population comme étant trop proche des idées socialistes et communistes. Le président déchu, qui sait qu'il n'a que peu de soutiens au sein de l'armée, préfère partir en exil pour l'Uruguay que de tenter de résister. Soutenu par des élites économiques et avec l'approbation tacite des États-Unis, qui avaient même prévu une opération logistique en cas de défaillance, le coup d'État a marqué le début de 21 années de dictature. L'Acte institutionnel no 1 démet de leur mandat tous les parlementaires de gauche, lève l'immunité parlementaire de tous les élus, et ce qui reste du Congrès élit le maréchal Humberto de Alencar Castelo Branco comme président pour finir le mandat présidentiel.

### Les objectifs et le régime militaire
Les militaires au pouvoir affirmaient vouloir stabiliser l'économie et lutter contre la menace communiste. Le régime a rapidement suspendu les droits civils, restreint les libertés publiques, et dissous les partis politiques. Une série d'institutions et de mesures autoritaires ont été mises en place :
- L'Acte institutionnel no 5 (AI-5), promulgué en 1968, a donné au gouvernement des pouvoirs pratiquement illimités, suspendant le Congrès national et augmentant la répression politique[312].
- La censure a été intensifiée dans les médias, les arts, et les universités, avec un contrôle strict de l’information.

Pourtant, les militaires ne sont pas préparés à prendre la suite, comme en témoigna Ernesto Geisel, l'un des présidents de la dictature : « L'objectif c'était de chasser João Goulart. L'idée sur le futur gouvernement était encore très floue : mettre de l'ordre dans le pays, combattre l'inflation, assurer le développement. Rien n'était prévu, même pour la répartition des postes. Nos n'avions pas de projet de gouvernement. Nous pensions que ce problème serait résolu plus tard ». Ils sont d'ailleurs divisés en deux groupes : les « modérés », menés par le maréchal Humberto de Alencar Castelo Branco et les « durs », menés par le général Arthur da Costa e Silva.
Dans un premier temps, le régime laisse les élections se dérouler au suffrage universel direct. Mais dès l'automne 1965, voyant que des partisans de Goulart ou de Kubitschek ont remporté certains scrutins, la dictature ne tarde pas à réagir. L'acte institutionnel no 2 interdit tous les partis politiques, impose l'élection du président au suffrage universel indirect par le biais d'un vote à main levé et l'autorise à proclamer l'état de siège sans l'aval du Congrès,. Deux partis sont autorisés, mais le bipartisme est de pure forme. L'Alliance rénovatrice nationale (ARENA) dispose de presque tous les pouvoirs tandis que le Mouvement démocratique brésilien n'a presque aucune marge de manœuvre.
En mars 1967, Castelo Branco quitte le pouvoir et meurt quatre mois plus tard dans un accident d'avion. Son successeur est le général Costa et Silva. Très vite, il cède à la ligne « dure » des militaires et accentue la politique répressive. Dès 1968, les Brésiliens protestent contre le régime. La surprise vient du fait que l'Église catholique appuie les manifestants, ce à quoi le régime répond en n'hésitant pas à emprisonner des clercs comme des laïcs. L'Acte institutionnel no 5 met fin aux dernières apparences démocratiques du régime.

### Un régime répressif

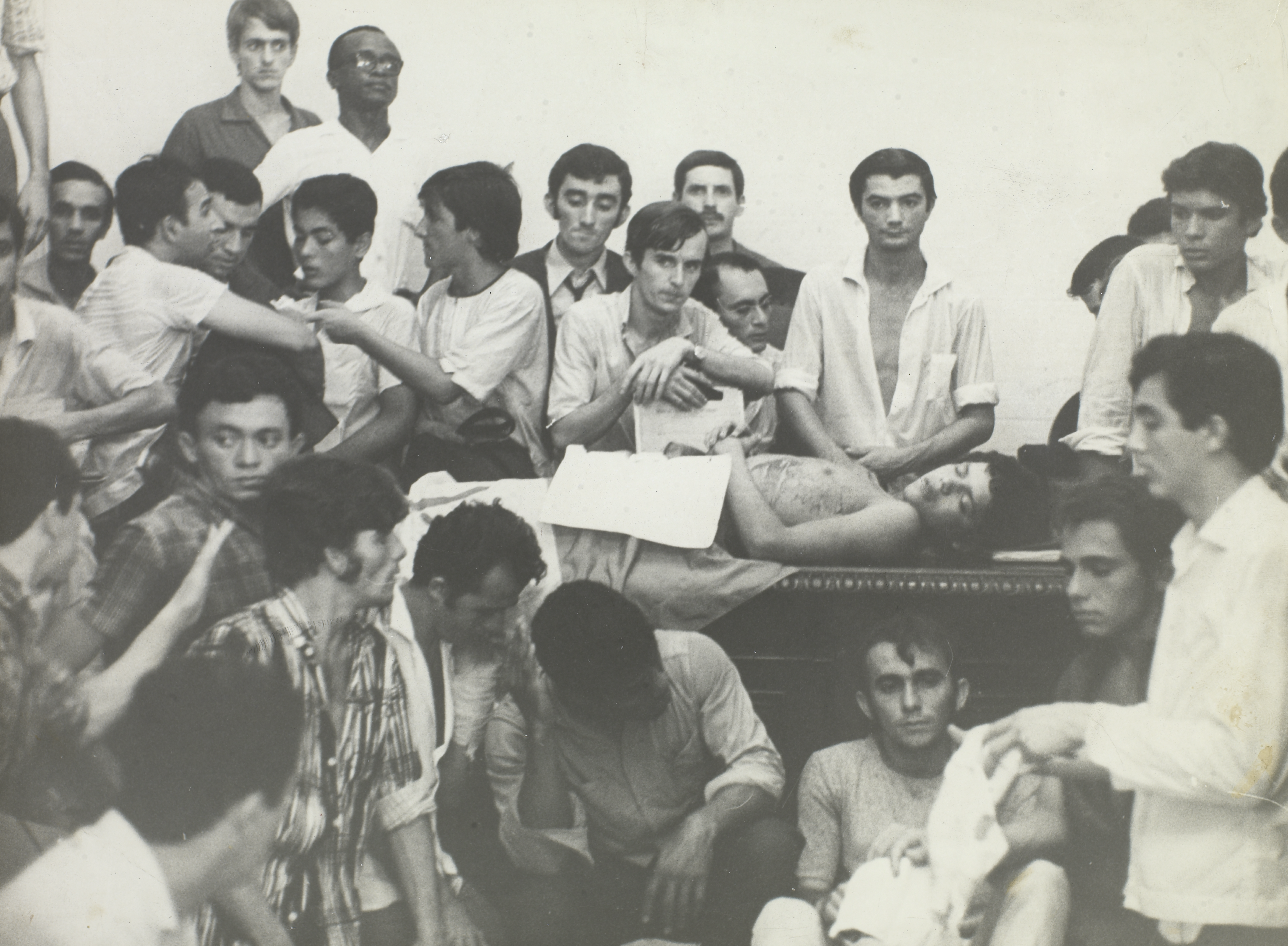
Cadavre de Edson Luís de Lima Souto, l'une des premières victimes de la dictature en 1968. Sa mort et les tensions qui suivirent incitèrent les militaires à adopter l'Acte institutionnel no 5 (Archives nationales brésiliennes).

Le régime militaire a mis en place une politique de répression systématique envers les opposants politiques, les syndicalistes, les étudiants, et les intellectuels. Dès les premières semaines, près de 50 000 personnes sont arrêtés. Des milliers de personnes ont été emprisonnées, torturées, et certaines ont disparu, victimes de la politique répressive menée par le gouvernement à travers des services de renseignement tels que les DOI-CODI (pt). Dans certaines régions du pays, les propriétaires terriens appuient l'armée pour réprimer les révoltes. L'usage de la torture ne tarde pas à se répandre dans le pays, malgré les dénonciations dans la presse, notamment le journal de Rio de Janeiro Correio da Manhã,. Dès juin 1964, le Service national de renseignement est créé pour traquer les opposants, dont la direction est confiée au général Golbery do Couto e Silva, l'un des tenants de la ligne « dure »,. Deux futurs présidents en seront issus : Emílio Garrastazu Médici et João Figueiredo. La dictature militaire va plus loin, lorsqu'elle rétablit la peine de mort en temps de paix en septembre 1969. Les mouvements de guérilla qui ont commencé en 1967 ont été réduits à néant par la politique répressive de la dictature, qui développa de nouvelles techniques de torture pour obtenir des aveux des prisonniers. Les mouvements cessent leurs activités en 1974. Leur principal fait d'arme est l'enlèvement de l'ambassadeur américain dans les rues de Rio de Janeiro le 4 septembre 1969.
En 1985, l'ouvrage Brasil: Nunca Mais fait état des exactions de la dictature, grâce au travail de militants catholiques de São Paulo qui ont réussi à micro-filmer la quasi totalité des procès jugés par les tribunaux militaires. Sont ainsi recensés près de 10 000 exils, 707 procès politiques impliquant 7 367 prévenus, dont 1 918 affirment avoir été torturés, mais aussi plus de 5 000 personnes révoquées de l'administration et au moins 300 morts dont 144 exécutions authentifiées.

### Le«miracle économique»
Pendant les premières années de la dictature, le Brésil a connu une croissance économique rapide, souvent qualifiée de « Miracle brésilien ». Cependant, cette prospérité était marquée par une forte inégalité, et les bénéfices de cette croissance ne se sont pas traduits en améliorations pour la majorité de la population. Le développement reposait également sur une dette extérieure croissante, qui a plongé le pays dans une grave crise économique à la fin des années 1970.
À partir de 1967, le taux de croissance dépasse annuellement les 4 %. De 1968 à 1974, la croissance annuelle est en moyenne de 10,9 %,. Pour stimuler l'activité économique, le régime décide de multiplier les fronts pionniers, particulièrement en Amazonie. Néanmoins, la prospérité soudaine ne profite qu'à peu de Brésiliens, mais surtout presque exclusivement aux soutiens de la dictature. Le régime se permet même de créer un jour férié pour accueillir l'équipe nationale qui vient de remporter la Coupe du monde au Mexique,. L'autre problème de cette expansion économique est que celle-ci se fait tout en augmentant la dette extérieure, notamment après le Premier choc pétrolier où le Brésil doit beaucoup emprunter,. Ainsi, entre 1963 et 1978, la dette extérieure est multipliée par dix. Malgré tout, le taux de croissance est encore de 7 % en moyenne entre 1974 et 1978. À partir de 1979, le pays connaît une forte inflation, qui va devenir le principal frein au développement de toute l'Amérique latine pendant près de vingt ans.

### La fin de la dictature
La fin des années 1970 a vu une montée des mouvements pour la démocratie. Sous la pression populaire et en raison des difficultés économiques croissantes, le gouvernement militaire a progressivement amorcé une ouverture politique. À partir de 1974, le nouveau président Ernesto Geisel lance le mouvement de « libéralisation » du régime, qui est qualifié de « détente » (distensão),,. Pour autant, Geisel reste le président qui a le plus utilisé de l'Acte institutionnel no 5 jusqu'à son abrogation en 1978,. Paradoxalement, c'est en pleine période que survient l'un des principaux crimes de la dictature : l'assassinat en 1975 du journaliste Vladimir Herzog, qui est maladroitement maquillé en suicide,. Jusqu'en 1977, l'aile dure du régime tente de maintenir la répression, mais le renvoi du ministre de l'Armée de terre Sílvio Frota (pt) par Geisel fut le signal que le régime était en survie,. L'année suivante, le président américain Jimmy Carter n'hésite pas à rencontrer des opposants à la dictature, ce qui est très mal vécu par les militaires. En 1984, le mouvement Diretas Já a mobilisé des millions de Brésiliens réclamant des élections présidentielles directes. Six ans plus tôt, les Brésiliens avaient manifesté pour une assemblée constituante, et avaient obtenu l'abrogation de l'AI-5. Finalement, en 1985, un président civil, Tancredo Neves, a été élu par un collège électoral, marquant la fin de la dictature militaire,.

### Un héritage encore présent
Bien que le Brésil ait retrouvé la démocratie, les conséquences de la dictature sont encore visibles aujourd'hui. L'armée a conservé une influence significative, et de nombreuses violations des droits humains durant cette période n’ont été reconnues que tardivement. Ce n'est qu'en 2014 que la Commission nationale de la vérité a publié un rapport sur les crimes de la dictature. La loi d'amnistie de 1979 fait qu'aucune personne impliquée dans la dictature n'a été jugée pour des crimes commis, notamment entre 1964 et 1978.
La dictature militaire au Brésil est donc une période complexe, marquée à la fois par un développement économique rapide et des violations graves des droits humains. Elle a laissé des cicatrices profondes dans la société brésilienne, influençant les débats politiques et les luttes pour la justice et les droits de l’homme jusque dans le présent.

## Le retour à la démocratie: un équilibre fragile (depuis 1985)
L'histoire du Brésil depuis 1985 est marquée par des transformations politiques, économiques et sociales majeures. Ce tournant commence avec la transition vers la démocratie, après plus de 20 ans de dictature militaire.

### La transition démocratique (1985-1990)
En 1985, le Brésil amorce une transition démocratique après la dictature militaire. La mort soudaine de Tancredo Neves, élu président lors des élections indirectes de 1985, conduit à l'investiture de son vice-président, José Sarney, qui fut pourtant un serviteur de l'État pendant la dictature. Sous la présidence de Sarney, la Constitution de 1988 est adoptée, une étape essentielle dans la consolidation démocratique du pays,. Cette nouvelle constitution garantit des droits sociaux et civils, renforce les institutions démocratiques, mais il faut attendre 1993 pour que la nature du régime soit clairement définie. Lors d'un référendum (pt), les brésiliens se prononcent en faveur d'un régime présidentiel.
Le Brésil traverse également une crise économique avec une hyperinflation galopante, atteignant plus de 1000 % par an à la fin des années 1980. En 1986, le président Sarnay annonce le Plan Cruzado (pt), un vaste programme de mesures pour lutter contre l'inflation. La monnaie nationale, le cruzeiro, est remplacée par le cruzado. Le gouvernement décide le blocage des prix et des salaires. Cependant, les effets du plan sont à l'inverse de ceux recherchés et l'inflation continua d'augmenter,,,. Très vite, l'enthousiasme suscité par la mort de Neves retomba et Sarney ne put mener aucune réforme d'envergure jusqu'à la fin de son mandat. Finalement, le pays doit changer encore deux fois de monnaie et les autres plans de lutte contre l'inflation s'avèrent tout aussi inefficaces.

### La crise politique (1990-1992)
En 1990, Fernando Collor de Mello est élu président lors des premières élections présidentielles directes depuis la dictature. Il lance un programme économique ambitieux visant à stabiliser l'économie, notamment par la libéralisation du marché et la lutte contre l'inflation, qui atteint 2737 %. Cependant, son plan échoue à contrôler l'inflation de manière durable, et son mandat est marqué par des scandales de corruption. Il signe le traité qui créé le Mercosur en compagnie de l'Argentine, du Paraguay et de l'Uruguay, une vaste zone de libre-échange,.
En 1992, face à des allégations de corruption et à une forte pression populaire, Collor devient le premier président brésilien à faire l'objet d'une procédure de destitution. Votée par la Chambre des députés, elle n'ira pas à son terme, le président choisissant de démissionner. Il est alors condamné à une inéligibilité de huit ans,. Son vice-président, Itamar Franco, lui succède.

### Le plan Real et la stabilité économique (1992-2002)
Sous la présidence d'Itamar Franco, le ministre des Finances Fernando Henrique Cardoso élabore le Plan Real (pt) en 1994, un programme économique visant à lutter contre l'hyperinflation. En effet, l'inflation approchait les 2000 % en 1993. Elle dépasse même les 2700 %. Ce plan instaure une nouvelle monnaie, le réal, et mène à une stabilité économique notable. Cardoso profite de ce succès pour être élu président la même année en l'emportant dès le premier tour, dans un contexte marqué par les révélations de corruption de nombreux parlementaires. Entre-temps, la victoire de l'équipe nationale lors de la Coupe du monde aux États-Unis redonne confiance aux Brésiliens.
Une fois président, Cardoso met en place des réformes néolibérales, telles que la privatisation de nombreuses entreprises publiques et l'ouverture de l'économie brésilienne au commerce international,. Ces réformes, bien que controversées, contribuent à la modernisation de l’économie brésilienne et à son intégration dans la mondialisation. L'inflation chute de façon spectaculaire lors du premier mandat, et ne dépassera plus les 10 % annuels après 1995. De nombreux Brésiliens sortent de la pauvreté grâce à trois programmes distincts pour encourager l'éducation (Bolsa Escola), des aides pour les pauvres (Rede de Ação Social) et des aides énergétiques (Auxílio Gás). Bénéficiant du soutien de 75 % des membres du Congrès, même s'il est constamment contraint de négocier, Cardoso fait adopter seize amendements constitutionnels dont celui qui lui permet d'être réélu en 1998,,.
À partir de 1998, le pays est frappé par une crise économique, qui avait touché l'Asie et la Russie mais aussi le Mexique un peu plus tôt. Le problème vient en partie du fait que le real est à parité avec le dollar, tout comme le peso en Argentine. Pendant la campagne électorale, près de 500 millions de dollars quittent le pays chaque jour du fait des attaques contre la monnaie. Après la réélection de Cardoso, les attaques contre le real se poursuivent. Ainsi, plus d'argent quitta le pays que ce que rapportèrent les privatisations depuis 1989. En urgence, le gouvernement doit faire appel au FMI. Finalement, le real est dévalué de 35 % et l'hémorragie est stoppée. Malheureusement, du fait de la crise économique, Cardoso n'a pas les moyens des ambitions de son programme, d'autant que la dette extérieure à fortement augmenté durant ses mandats. La croissance économique entre 1998 et 2002 est de 2 % en moyenne et en août 2002, le gouvernement doit en urgence négocier un nouveau prêt avec le FMI lorsque le real se déprécie de nouveau face au dollar. En 2001, le pays accueille le premier sommet du Forum social mondial à Porto Alegre.

### La première présidence de Lula (2003-2010)

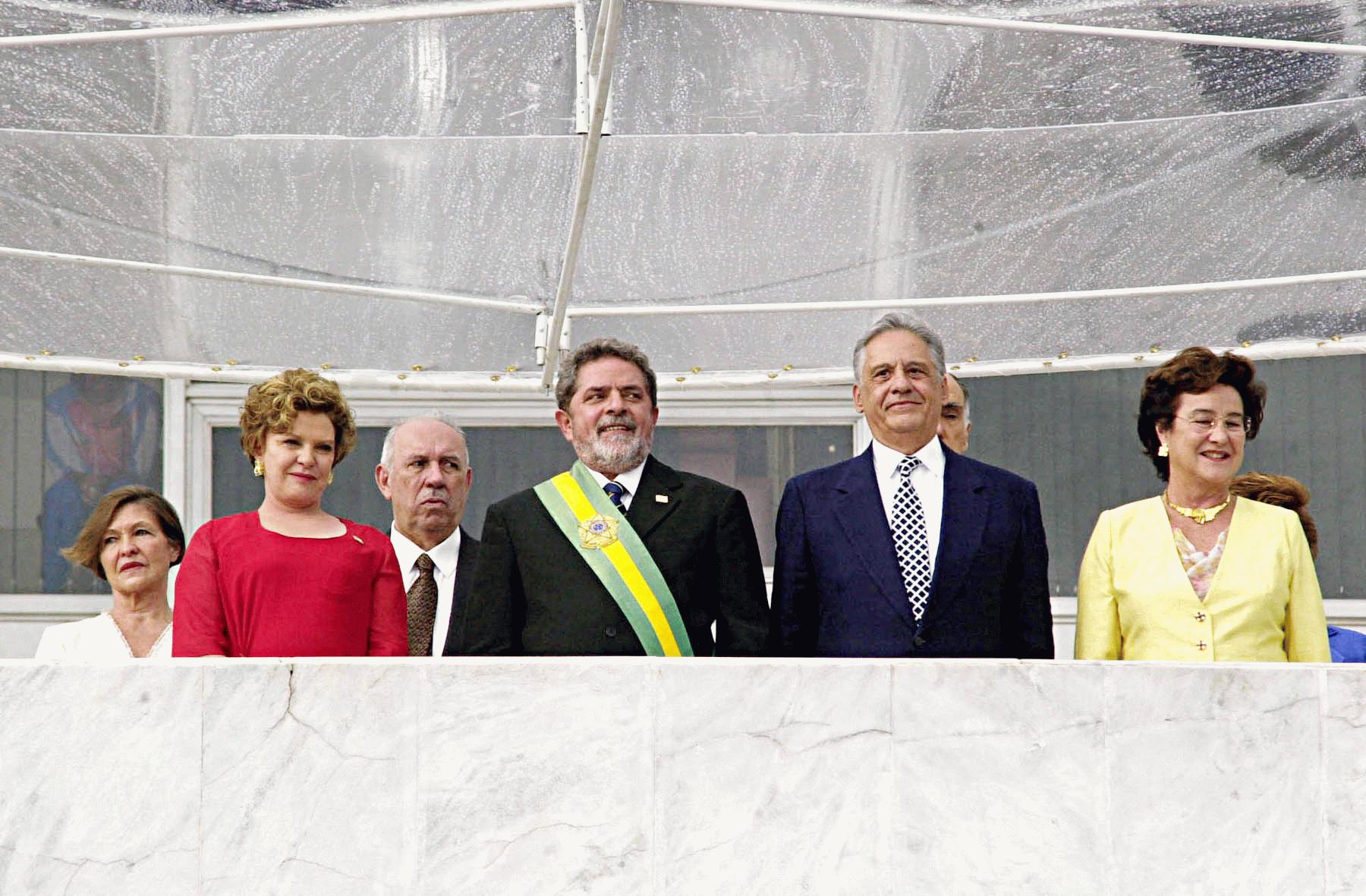
Passation de pouvoirs entre Fernando Henrique Cardoso et Luiz Inácio Lula da Silva, le 1 janvier 2003 (Agência Brasil).

En 2002, Luiz Inácio Lula da Silva, issu du Parti des travailleurs (PT), est élu président. Ancien syndicaliste, Lula représente un tournant social pour le pays. Lors qu'il prend ses fonctions, la dette extérieure du Brésil atteint les 240 milliards de dollars, ce qui représente 63 % du PIB. Le pays compte 8 millions de chômeurs et 50 millions de pauvres, dont près de 30 millions sont indigents. Sous ses mandats, le Brésil connaît une croissance économique solide, alimentée par la demande mondiale en matières premières comme le soja, le fer, et le pétrole, notamment de la part de la Chine,. Lula met également en place des programmes sociaux, comme le Bolsa Família, visant à réduire la pauvreté et les inégalités,.
Sous son gouvernement, des millions de Brésiliens sortent de la pauvreté, et le Brésil s'affirme sur la scène internationale comme un acteur majeur, avec un rôle accru dans les discussions multilatérales et les organisations comme les BRICS. Une politique de rigueur permet de remédier aux problèmes économiques que connaît le pays, qui redevient excédentaire au bout de trois ans seulement. En 2005, le Brésil a remboursé sa dette auprès du FMI,. Il tente également de répondre aux attentes de ses électeurs en lançant le « Programme d'accélération de la croissance », mais la crise financière de 2008 coupe court à la mise en œuvre de ce programme ambitieux. De plus, Lula ne bénéficie pas d'une base solide au Congrès et ne peut pas entreprendre trop de réformes sans que celles-ci soient retoquées. Sur le plan international, le Brésil est l'un des principaux leaders du non à la zone de libre-échange des Amériques (ZLEA), dont les États-Unis sont porteurs depuis 1994. Lula est bien aidé par ses alliés Néstor Kirchner et Hugo Chávez dans l'échec de la ZLEA. Néanmoins, les relations avec les autres pays d'Amérique latine sont compliquées, d'autant que le président adopte parfois des attitudes contradictoires.

### La période Rousseff et nouvelle crise politique (2011-2018)
En 2010, Dilma Rousseff, ancienne ministre et membre du PT, succède à Lula, devenant la première femme présidente du Brésil. Lors d'une convention de son parti, elle déclare : « Ce n'est pas un hasard si, après ce grand homme [Lula], le Brésil pourrait être gouverné par une femme. Une femme qui va continuer le Brésil de Lula, mais fera le Brésil de Lula avec l'âme et le cœur d'une femme ». Sous son premier mandat, le pays continue à enregistrer de bons résultats économiques, mais la croissance ralentit progressivement à cause de la chute des prix des matières premières. En juin 2013, un mouvement de contestation se met en place contre la hausse des prix. Les manifestants dénoncent la cherté, mais aussi les impôts trop élevés, l'état des services publics ainsi que la corruption. L'organisation de la Coupe du monde 2014 est également mal perçue par les manifestants. Cette même année, un rapport de McKinsey & Company indique le Brésil n'occupe que le 95e rang mondial en terme de PIB par habitant alors que le pays est la septième puissance économique. L'une des mesures phares de son mandat est la création de la Commission nationale de la vérité, pour faire la lumière sur les crimes de la dictature militaire dont Rousseff fut l'une des nombreuses victimes,.
Rousseff est réélue en 2014, mais son deuxième mandat est rapidement confronté à des défis majeurs : récession économique, hausse du chômage, et une inflation en hausse. De plus, Rousseff a renoncé à ses promesses de campagne, pour privilégier une politique de rigueur. En parallèle, le Brésil est secoué par des scandales de corruption, qui sont dénoncés dès le début de son premier mandat, notamment l'opération Lava Jato, une enquête de grande envergure qui révèle un réseau de corruption impliquant de nombreux politiciens et des entreprises publiques, dont Petrobras. Or, Rousseff fut présidente du conseil d'administration de l'entreprise pendant près de dix ans. Les manifestations finissent par reprendre, et les Brésiliens réclament son départ du pouvoir.
En 2016, après des mois de manifestations et de débats houleux, Rousseff est destituée par un vote du Sénat pour des accusations de manipulation budgétaire. Cependant, la procédure est menée uniquement à charge et est même dénoncée par un ancien président du Tribunal suprême fédéral. La procédure et son résultat s'apparentent à un « coup d'État parlementaire », ou la loi a été violée à plusieurs reprises. Michel Temer, son vice-président, impliqué directement dans la procédure de destitution, lui succède. Le nouveau président est hué à chacune de ses apparitions, notamment lors de la cérémonie d'ouverture des Jeux olympiques ou lors de la fête nationale. Pour les Brésiliens, Temer incarne tous les maux de la société brésilienne, en particulier de la classe politique. Le parti dont il est membre, le Mouvement démocratique brésilien, est fréquemment accusé de corruption, ce qui était exactement ce que reprochaient les membres du Congrès à sa prédécesseure. Temer finit lui-même par être accusé de corruption, mais il s'en sort car le Congrès refuse une seconde destitution à quelques mois d'intervalle et que la justice manque de preuves. Le gouvernement ne peut plus prendre aucune initiative car il est sous la menace du Congrès.

### La polarisation sous Bolsonaro (2018-2023)
En 2018, Jair Bolsonaro, ancien capitaine de l'armée et figure de la droite populiste, est élu président, capitalisant sur la frustration populaire face à la corruption et à la violence. La tentative d'assassinat dont il fut victime fut le tournant de la campagne électorale, alors que le PT semblait se diriger vers une cinquième victoire consécutive. Deux ans plus tôt, il s'était illustré en rendant hommage au militaire qui avait torturé Dilma Rousseff sous la dictature. Son mandat est marqué par une polarisation politique intense et par des politiques controversées sur l'environnement (notamment la gestion de la déforestation en Amazonie), les droits humains et la réponse à la pandémie de Covid-19.
Bolsonaro est critiqué pour sa gestion de la crise sanitaire, mais reste soutenu par une base conservatrice. Les tensions politiques continuent de définir cette période, avec des divisions marquées entre ses partisans et ses opposants.

### Le retour de Lula (depuis 2023)
En 2022, Lula est réélu président dans une élection très disputée face à Bolsonaro, marquant son retour à la présidence après une décennie d'absence et après avoir été emprisonné dans le cadre de l'enquête sur l'opération Lava Jato, avant que ses condamnations soient annulées par le Tribunal suprême fédéral.
Sous ce nouveau mandat, Lula doit faire face à une économie mondiale en crise, une société brésilienne fortement polarisée, et des défis climatiques croissants, en particulier liés à la protection de l'Amazonie. Il a également promis de renforcer les politiques sociales et de rassembler une société fragmentée.